# قبه الهوا

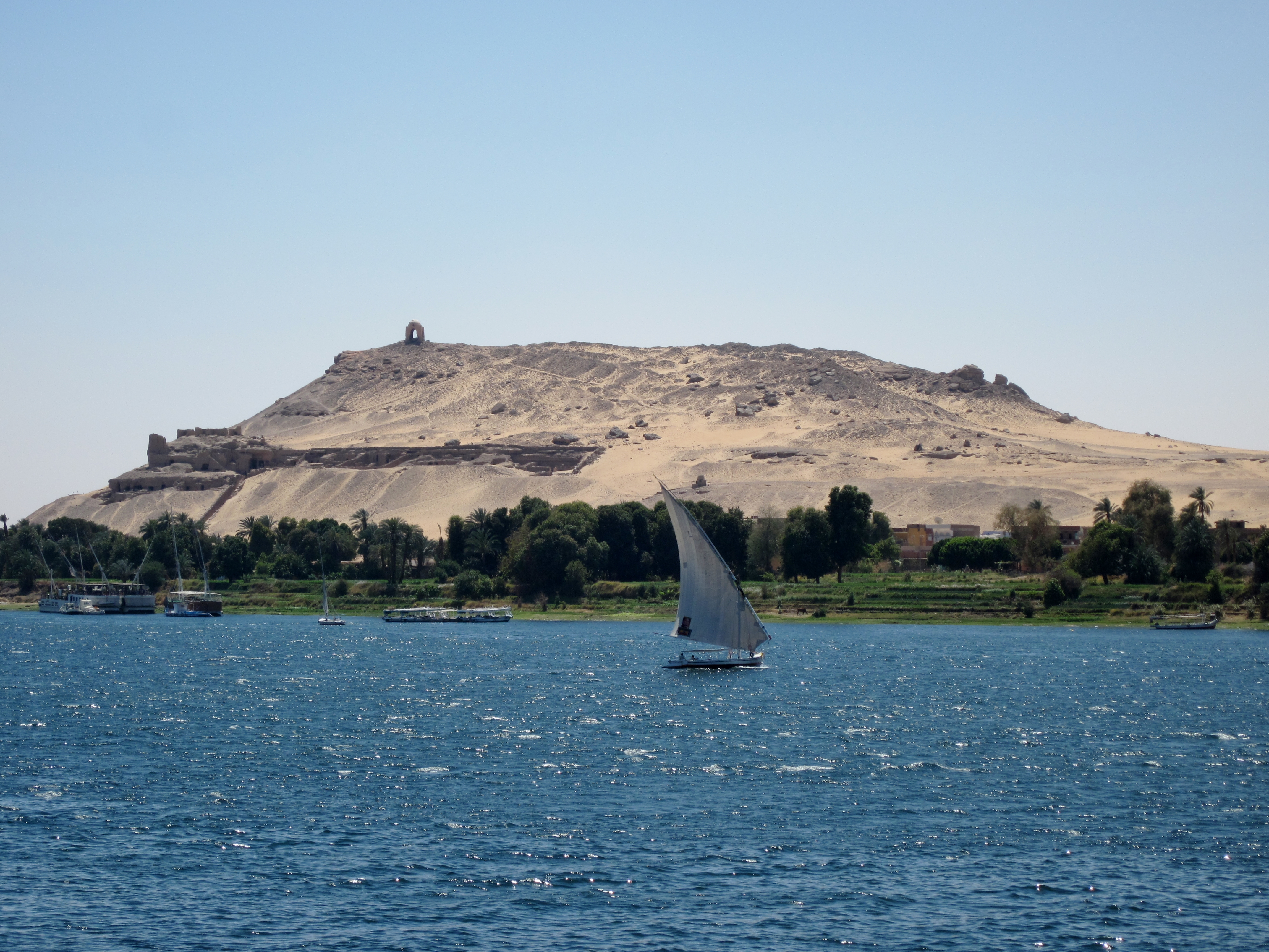
قبه الهوا در ساحل نیل از سمت اسوان

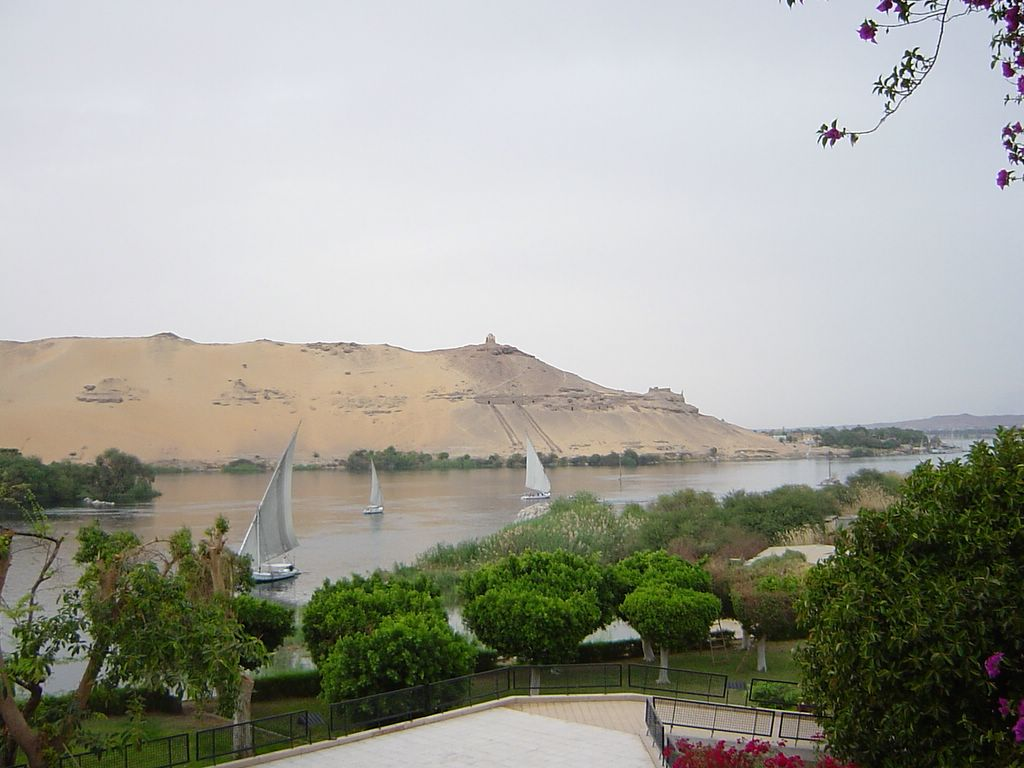
قبه الهوا آن طوری که از جزیره الفنتین دیده می‌شود

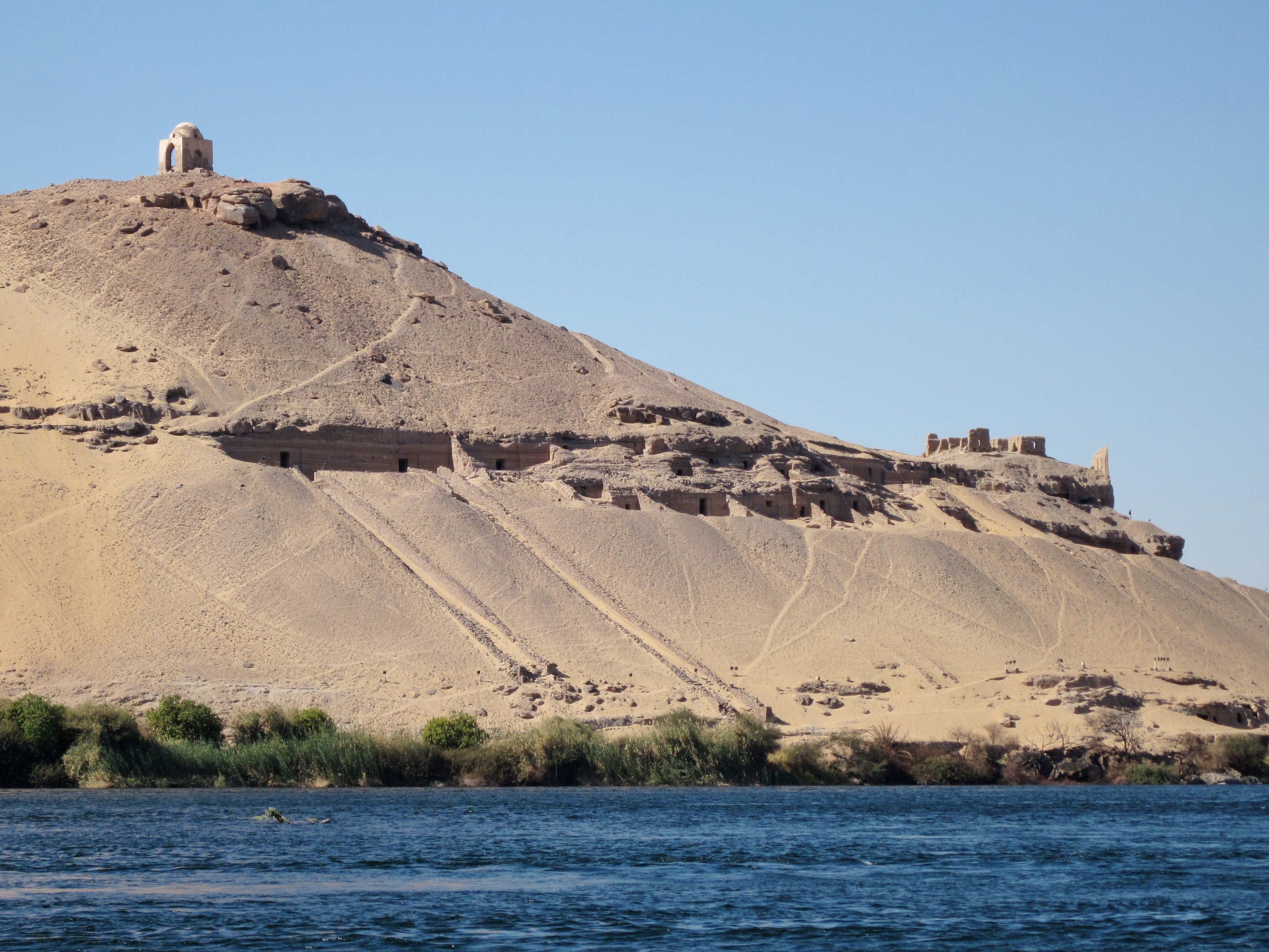
قبه الهوا و قبرهای در میان صخره‌ها و بقایای قلعه رومی قدیمی

قبه الهوا (عربی: قبة الهوا) یک کوه صخره‌ای است که در ناحیه غربی رود نیل در نزدیک اسوان واقع شده‌است. ارتفاع این کوه صخره‌ای تقریباً ۱۳۰ متر می‌باشد که در آن مقبره‌های کنده شده برای برجستگان و نخبگان و شخصیت‌ها و روحانیون مصریهای دوران قدیم و باستان کنده شده و ساخته شده‌است. کما اینکه در راس این کوه در سمت جنوب آن قبر یکی از رهبران مسلمانان به نام «سیدی علی بن الهوا» قرار دارد که این محل نیز به همین خاطر به این اسم نامیده می‌شود. این مقبره عبارت است از یک آرامگاه سفید با دو گنبد قوسی که از راه دور نیز دیده می‌شود، علاوه بر این در پایین همین محل می‌توان آثار باقی‌مانده از یک دیر قبطی به نام سان جورج را مشاهده نمود.

## مشخصات
برای رسیدن به این مقبره‌های کنده شده در دل کوه صخره ای دو راه مایل در سمت رود نیل در سمت شرقی آن وجود دارد، این دو مسیر بدون هیچ پیچ و خمی مستقیم به سمت مقبره‌ها، برای بالا رفتن و پایین آمدن مردم درست شده‌اند، هر کدام از این دو مسیر دارای دو دیواره سنگی در طرفین خودش می‌باشد. مقبره برجستگان و نخبگان و شخصیت‌ها و روحانیون مصریهای دوران قدیم و باستان در سه طبقه در ارتفاع تقریبی وسط این کوه صخره‌ای قراردارند. تعداد این مقبره‌ها مربوط به مصریهای دوران باستان ۱۰۰ مقبره می‌باشد که در آن‌ها تقریباً ۱۰۰۰ نفر از مردان و زنان و کودکان دفن شده‌اند، اغلب آن‌ها به دوران حکومت و دولت باستان و قدیم مصر و دولت و حکومت عصر جدید مصر برمی‌گردد.
مقبره‌های قبه الهوا بخاطر اینکه مربوط به برجستگان و نخبگان و شخصیت‌ها و نگهبانان منطقه النوبه و همین‌طور اعیان و ثروتمندان شاغل در این منطقه در زمان فراعنه می‌باشد از بقیه مقبره‌های دیگر متمایز است. این مقبره‌ها عبارت است از اتاق‌های کنده شده و حفر شده در داخل سینه کوه با دیواره‌های تزیین شده و نقاشی شده و در ابعاد و طراحی‌های مختلف. نقاشی‌های تزیینی کشیده شده روی دیواره‌ها بیانگر نوع زندگی رایج در زمان مصریهای باستان می‌باشد مانند: منظره‌های ذبح گاوها، دیدار دوستان و آشنایان، نحوه صید ماهی، نحوه صید پرندگان، اشخاصی که کمان حمل می‌کنند و گروه‌های موسیقی در قدیم و… از مهم‌ترین وسایلی که در این نقطه یافت شده‌است می‌توان از قالبهایی نام برد که مصریهای باستان برای ریختن مواد معدنی مانند برنز و طلا و نقره بداخل آن برای درست کردن مجسمه از آن‌ها استفاده می‌کردند. این قالب‌های مجسمه‌سازی در یک ظرف سفالی بزرگ که در کنار تابوب سوبک حتب در مقبره او در قبه الهوا قرار داشت پیدا شد وکشف گردید، سوبک حتب یکی از فرمانداران و محافظان منطقه الفنتین در دوره سنوسرت دوم بوده‌است.
مصریهای باستان توانسته بودند که به فن ریخته‌گری برنز و دیگر فلزات گرانبها مانند طلا و نقره دست پیدا کنند، گواه این مسئله مجسمه پپی اول است که در موزه مصر قرار دارد، این مجسمه اولین مجسمه بزرگ برنزی است که در دوره خاندان ششم فراعنه مصر در ۲۳۰۰ سال قبل از میلاد درست شده‌است. تصور ما از ریخته‌گری برنز در نزد مصری‌های باستان با دیدن نقاشی‌های موجود بر دیواره مقبره مریروکا که به ۲۳۰۰ سال قبل از میلاد برمی‌گردد و مقبره رخمیرع که به ۱۴۵۰ سال قبل از میلاد بر می‌گردد تکمیل می‌کند.

## کشف مقبره‌ها
مقبره‌های موجود در قبة الهوا شامل مقبره برگزیدگان و نخبگان و اشخاص برجسته در دولت‌های باستان مصر و حتی در زمان حکومت بطالمه (یونانی‌ها) در مصر و همین‌طور در زمان حکومت رومی‌ها بر مصر می‌باشد. بیشتر این مقبره‌ها به دودمان ششم مصر تا دودمان دوازدهم مصر برمی‌گردد. جزیره «ابو» که در حال حاضر «الفنتین» نامیده می‌شود در قسمت انتهایی مرز جنوبی مصر واقع شده‌است، در عین حال در همان زمان این محل یک محل تجاری مهم و یک مقر و مرکز برای اداره مناطق جنوبی مصر و برای ارتباط با کشورهای دیگر آفریقایی در جنوب بوده‌است. همیشه از طرف فرعون یک فرماندار و حاکم و امیر برای این منطقه تعیین می‌شدکه در عین حال فرمانده نیروهای نظامی در این منطقه نیز محسوب می‌شد.
جهانگرد آلمانی یوهان بورکارت که در نزد ساکنان محلی به نام شیخ ابراهیم بن عبدالله نیز شناخته می‌شود در سال ۱۸۱۹ از این محل «قبه الهوا» در کتابش یاد کرده‌است. بورکارت در کتابش از اماکنی که در سفرهایش در النوبه کشف کرده، نوشته‌است. عملیات جستجو و کاوش و حفاری در این منطقه در سال ۱۸۸۵ شروع گردید. باستان‌شناس و کاوشگر بریتانیایی سر فرانسیس حرینفیل در سال‌های ۱۸۸۵ و ۱۸۸۶ اقدام حفاری در این منطقه نمود و توانست تعدادی از این مقبره‌ها را کشف نماید، بعد از وی کاوشگر و باستان‌شناس ایتالیایی ارنستو شیابا ریلی در سال ۱۸۹۲ اقدام به حفاری در این منطقه نمود و توانست به مقبره حرخوف دست پیدا کند، باستان‌شناس جاک دی مورگان نیز توانست با اقدامات حفاری که در این منطقه انجام داد در سال ۱۸۹۴ تعداد دیگری از این مقبره‌ها را کشف نماید. در بین سال‌های ۱۹۰۳ تا ۱۹۰۴ خانم باستان‌شناس ولیام سیسیل توانست در حفاری‌هایی که انجام داد به یک طبقه دیگر از این مقبره‌ها دست پیدا کند.
در سال ۱۹۴۶ دانشمند باستان‌شناس مصری بنام لبیب حبشی شروع به عملیات حفاری در این منطقه نمود که تا سال ۱۹۵۱ طول کشید. بعد از آن دانشگاه بون در آلمان در سال ۱۹۵۹ یک هیئت به این منطقه برای حفاری اعزام نمود که در راس این هیئت المار ایدل قرار داشت، کار این هیئت تا سال ۱۹۸۴ ادامه داشت. کما اینکه در این اقدامات حفاری «ولیس بدج» و باستان‌شناس مصری «محی الدین» و «میشیل جنکینز» شرکت داشتند. کار این حفاری‌ها توسط انستیتو آلمانی برای کشف آثار تاریخی(DAI) و تحت سرپرستی و ریاست کارل سیفرید کماکان ادامه دارد.

## مقبره سابنی و محو

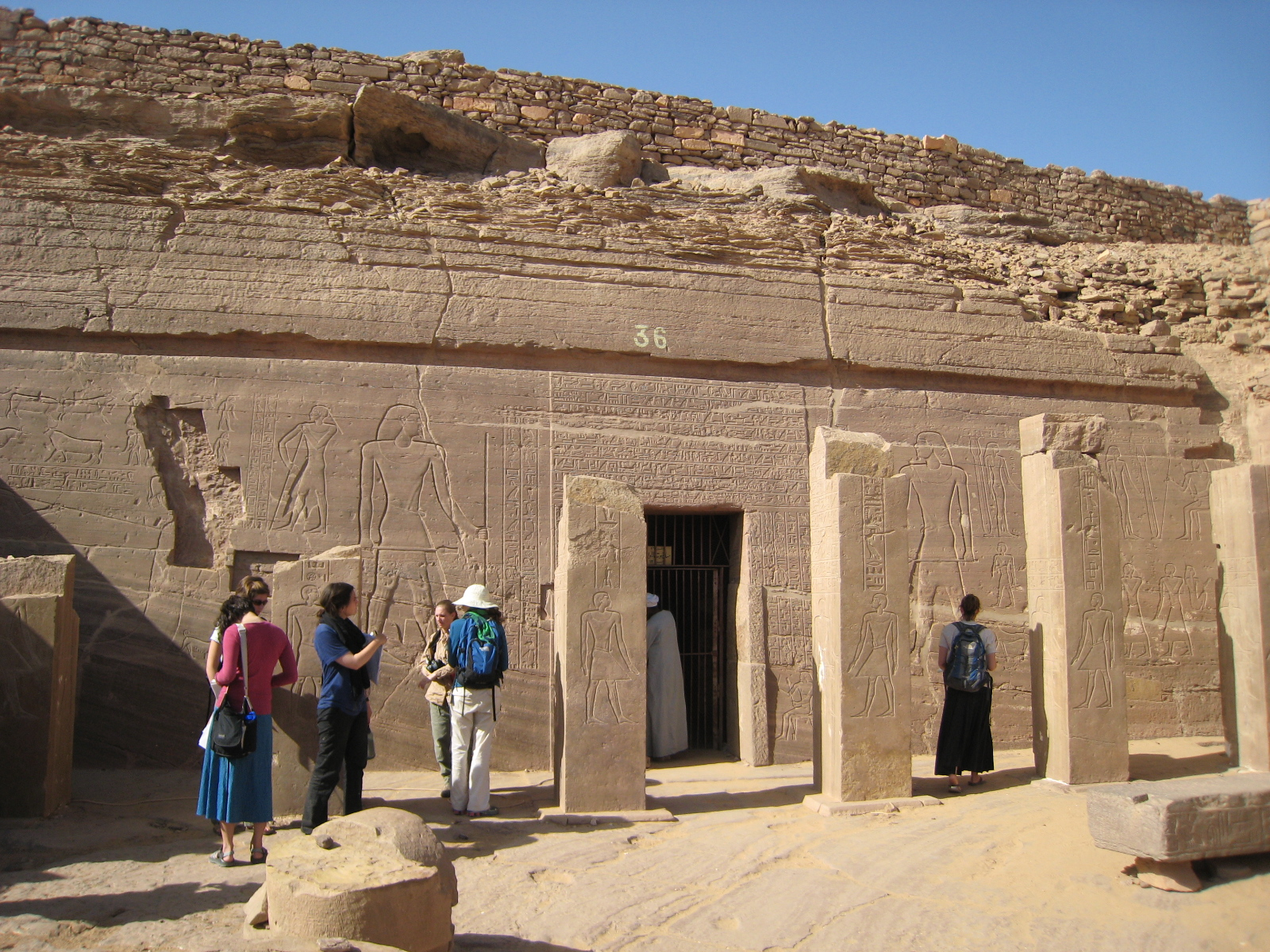
یکی از مقبره‌های قبه الهوا

مقبره‌های شماره ۲۵ و ۲۶ که متعلق به سابنی و محو می‌باشد، این دو مقبره مربوط به یک پدر و پسر می‌باشد که به هم وصل می‌باشند، این دو نفر در دوره فرعون پپی دوم از دودمان ششم مصر زندگی می‌کردند. بنظر می‌رسد که این دو از یک خانواده ثروتمندی بودند، مقبره این دو توسط دو نردبان به ساحل نیل راه دارد، این پدر و پسر از فرمانداران و کدخدایان منطقه الفنتین در آن زمان بوده‌اند.

### مقبره محو
ورودی مقبره با یک راهرویی شروع می‌شود که به یک هال بزرگی که به مقبره سابنی وصل می‌گردد ختم می‌گردد. این هال به یک اتاق بزرگ با سه ردیف ستون شش تایی راه دارد که محل مقبره محو می‌باشد. این مقبره تقریباً ۱۵۰ متر مربع مساحت دارد. بر روی دیوار پشتی آن یک درب اصلی ساختگی و مصنوعی در پشت اتاق عبادت قرار دارد، قبل از اتاق عبادت و پرستش، اتاق اصلی این مقبره قرار دارد که در آن یک میز سنگی از گرانیت برای نذر کردن و قربانی کردن قرار درد، کما اینکه این اتاق دارای ۴ درب مصنوعی دیگر نیز می‌باشد منجمله دو درب که در سمت غرب اتاق قرار دارد و یک درب در سمت جنوب و دو درب دیگر در نزدیکی درب اصلی روی دیوار پشتی این اتاق و مقبره.
محو با القابی مانند «سرپرست و مدیر و مسئول کشورهای غربی»، «فرمانروای وریث» و «تنها دوست» مورد خطاب قرار می‌گرفته‌است. محو در طول حکومت خود بر این منطقه چند حمله و تهاجم به مناطق مختلف در نوبه داشته‌است. وی در زمانی که یک حمله به کشور واوات انجام داد در صحرا به قتل رسید. فرزند وی سابنی اقدام به برگزاری مراسم‌های سوگواری برای محو نمود، برای دفن وی تعداد ۱۰۰ الاغ جنازه محو و روغن‌های معطر و عسل و لباسهایی ازکتان و بشکه‌های نوشیدنی و شراب را حمل می‌کردند.

### قبر سابنی
مساحت مقبره سابنی تقریباً ۱۲۰ متر مربع است. این مقبره دارای یک هال بزرگ است که دارای ۱۴ ستون با اضلاع مستحکم است که در دو ردیف در کنار هم قرار گرفته‌اند. این مقبره دومین مقبره بزرگ این محل بعد از مقبره پدرش محو می‌باشد. وی نیز مانند پدرش سرپرست و مدیر و مسئول این منطقه بوده‌است و با القابی مانند فرمانروا و دارنده مهر پادشاهی (حکم پادشاهی) و استاندار شهرهای جنوبی کشور مصر و همین‌طور کاهن و روحانی مراسم‌ها و آیین‌ها، مورد خطاب قرار می‌گرفت.
از نوشته‌های نقاشی شده بر دیوارهای این مقبره برداشت می‌شود. او بعد از اینکه اقدام به بازگرداندن جسد پدرش که در صحنه نبرد در خلال حمله و ارسال هیئت به جنوب کشته شده بود، مورد کرم و بزرگداشت فرعون پپی دوم قرار گرفت. فرعون پپی دوم برای وی بهترین مواد مومیایی و نحوه مومیایی و مواد غذایی بسیار فرستاد.
در قسمت دیوار پشتی این مقبره تصویری از سابنی و دخترانش کشیده شده‌است که در حال صید پرندگان و ماهیها هستند. این نقاشی رنگی است و رنگ‌ها همچنان سرزنده و در حالت خیلی خوبی قرار دارند. این نقاشی از بهترین نقاشی‌هایی رنگی است که در این محل و مقبره‌ها وجود دارد.

## قبر سوبک حتب
مقبره سوبک حتب مقبره شماره ۲۹ در قبة الهوا می‌باشد. مساحت این مقبره تقریباً ۱۵ متر مربع می‌باشد. این مقبره شامل یک اتاق بزرگ است که در وسط آن یک ستون قرار دارد. این ستون باعث می‌شود که داخل مقبره از سمت دیوار پشتی که مجموعه ای از درب‌های مصنوعی است، دیده نشود. از این اتاق اصلی دو گودال ویا تونل منشعب می‌گردد. نقاشی‌ها و نوشته‌های روی دیوار در حالت خوبی قرار ندارد. در این مقبره تعداد ۵۵ قواره پارچه کشف گردید که روی آن‌ها نیز نقاشی و نوشته ترسیم شده‌است، تمامی نوشته‌ها و نقاشی‌ها دلالت بر کارهای صاحب مقبره دارد. این مقبره در زمان فرعون پپی دوم حفاری شده‌است.
در مقبره سوبک حتب در قبة الهوا تعداد زیادی قالب‌های مجسمه‌سازی و ریخته‌گری برنز یافت شده‌است. این قالب‌ها در یک ظرف سفالی بزرگ که در کنار تابوت سوبک حتب قرار داده شده بود یافته شده‌است و این موضوع بیشتر از مهم بودن این یافته‌ها دلالت برکار و صنعت ریخته‌گری و مجسمه‌سازی با برنز در زمان مصریهای باستان دارد.

## مقبره سارنبوت اول

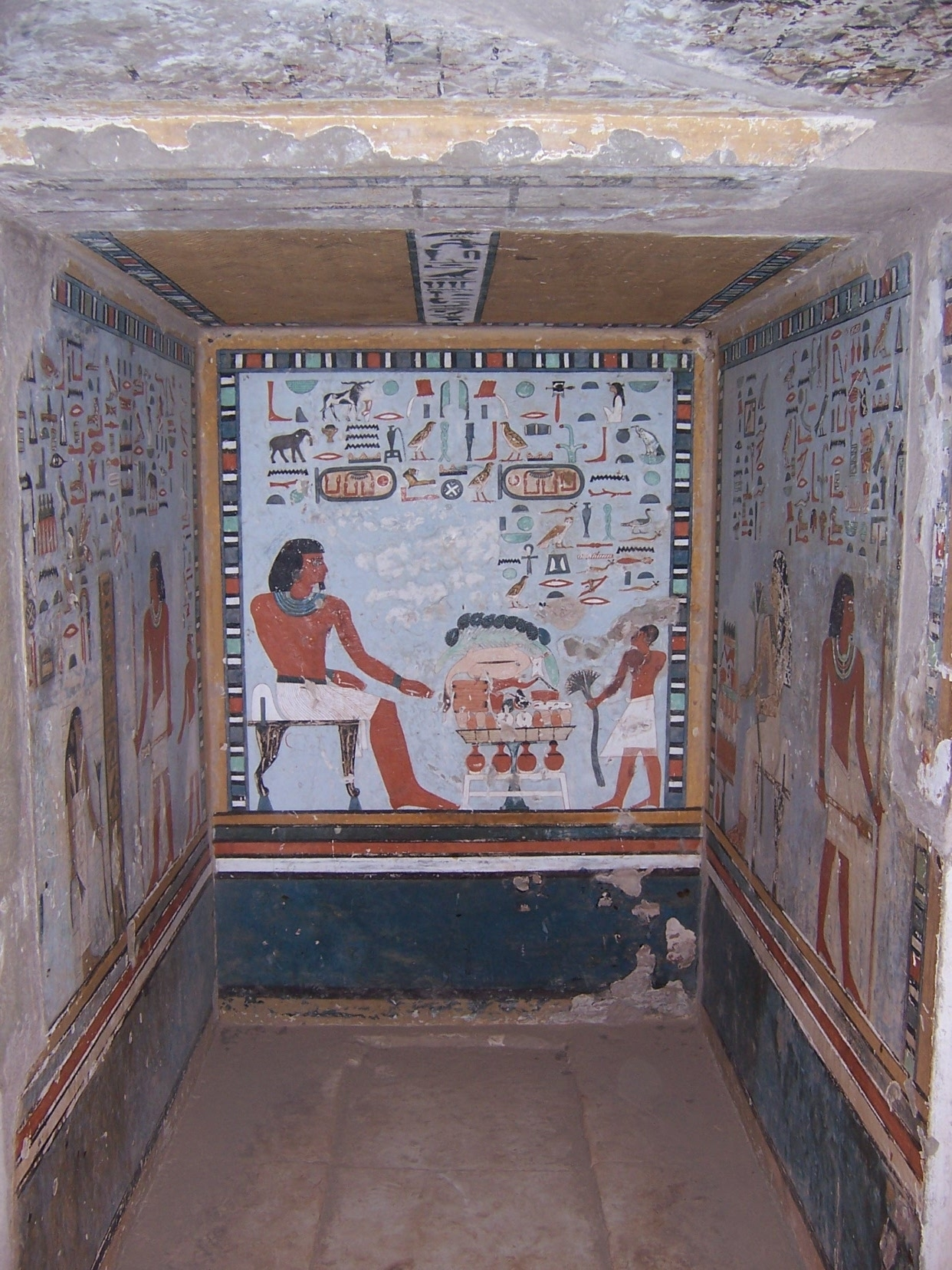
مقبره سارنبوت اول

مقبره سارنبوت اول مقبره شماره ۳۶ می‌باشد که جزو مقبره‌های پادشاهی میانه مصر می‌باشد. سارنبوت اول در دوره سنوسرت اول فرمانروا و استاندار النوبه بوده‌است. نقاشی‌ها و نوشته‌های موجود بر روی دیواره‌های این مقبره دلالت بر مطیع بودن تام و تمام وی به فرعون بوده‌است، کما اینکه سنوسرت اول حاکمی مسلط و حق‌شناسی برای سارنبوت بوده‌است.
مقبره سارنبوت یکی از مقبره‌های بزرگ در قبة الهوا می‌باشد. ورودی این مقبره به اتاق بزرگ با ۶ ستون و یک سکو برای محل قربانی کردن ختم می‌شود. بعد از بالا رفتن از یک نردبان با ۹ پله انسان وارد یک دهلیز (تونل) طویلی می‌شود که در طرفین آن ۶ اتاق کوچک قرار دارد، یعنی در هر طرف سه اتاق. بعد از آن انسان وارد یک هال بزرگ با ۴ ستون می‌گردد و سپس وارد یک اتاق خاص برای سوگواری می‌گردد، کما اینکه در یک طرف هال یک اتاق درازی قرار دارد که مخصوص قربانی کردن می‌باشد.

## نگارخانه

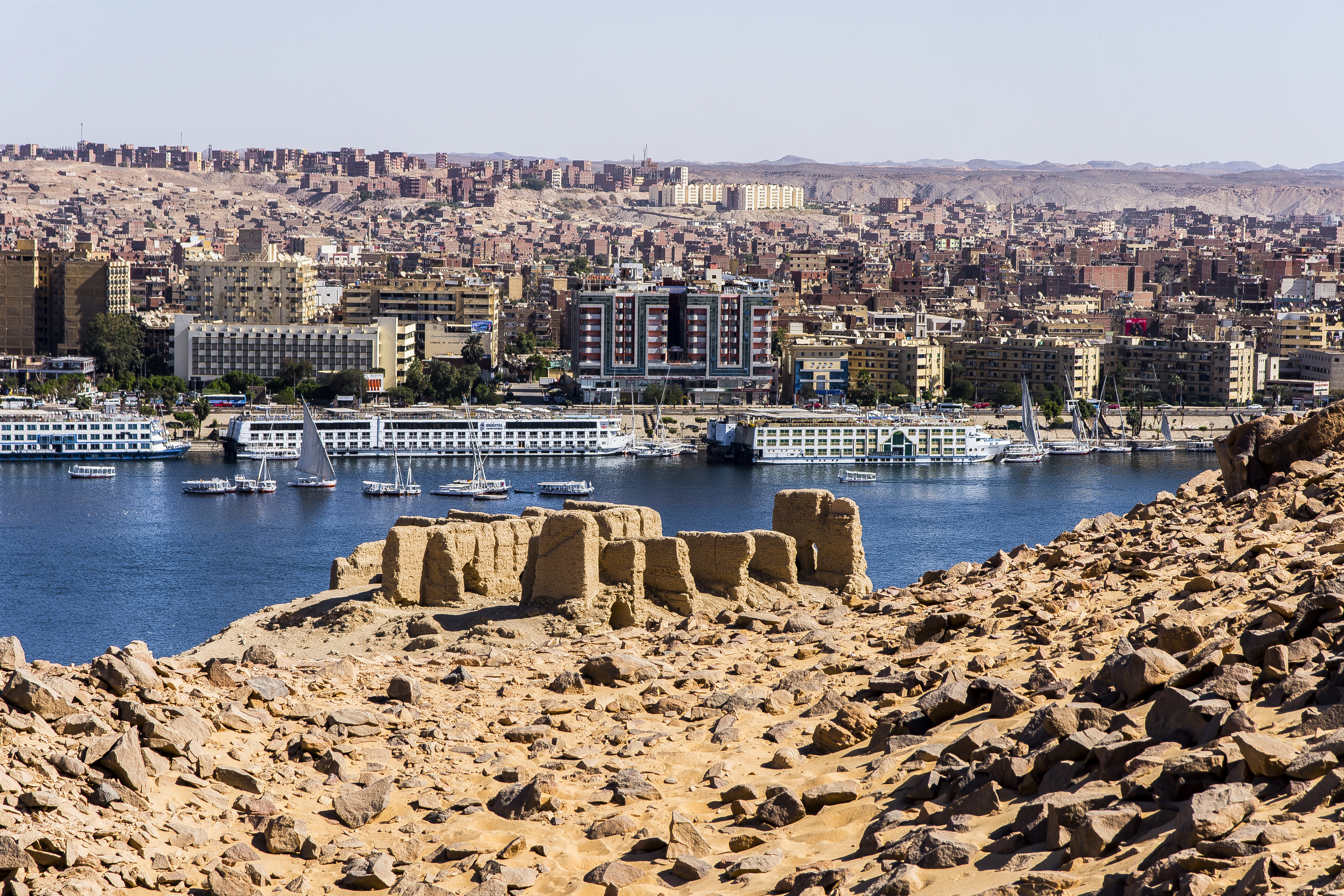
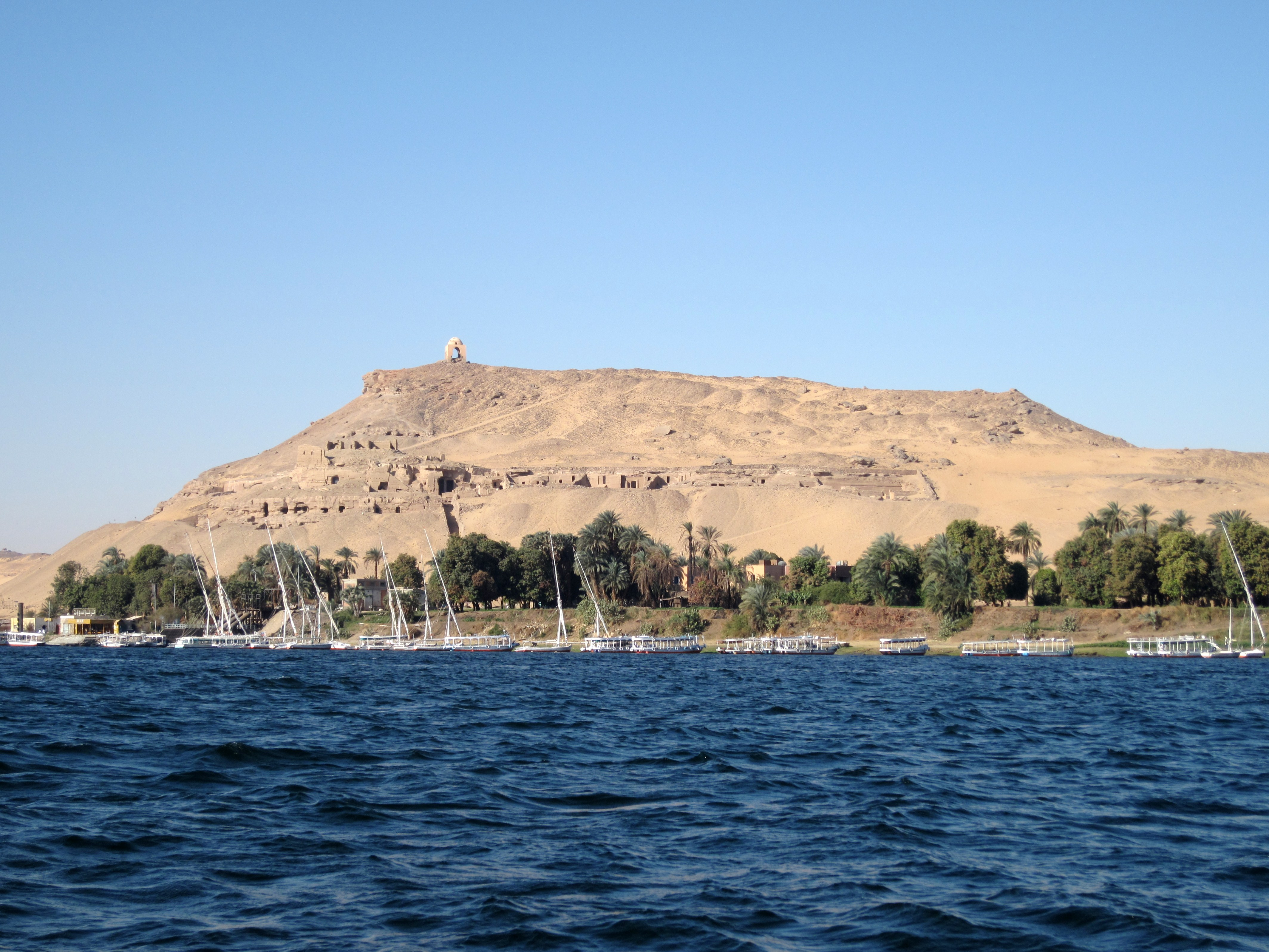
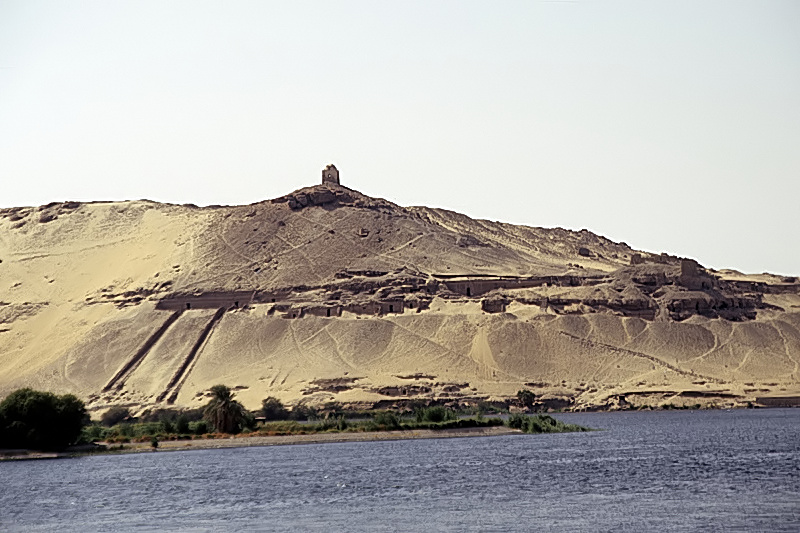
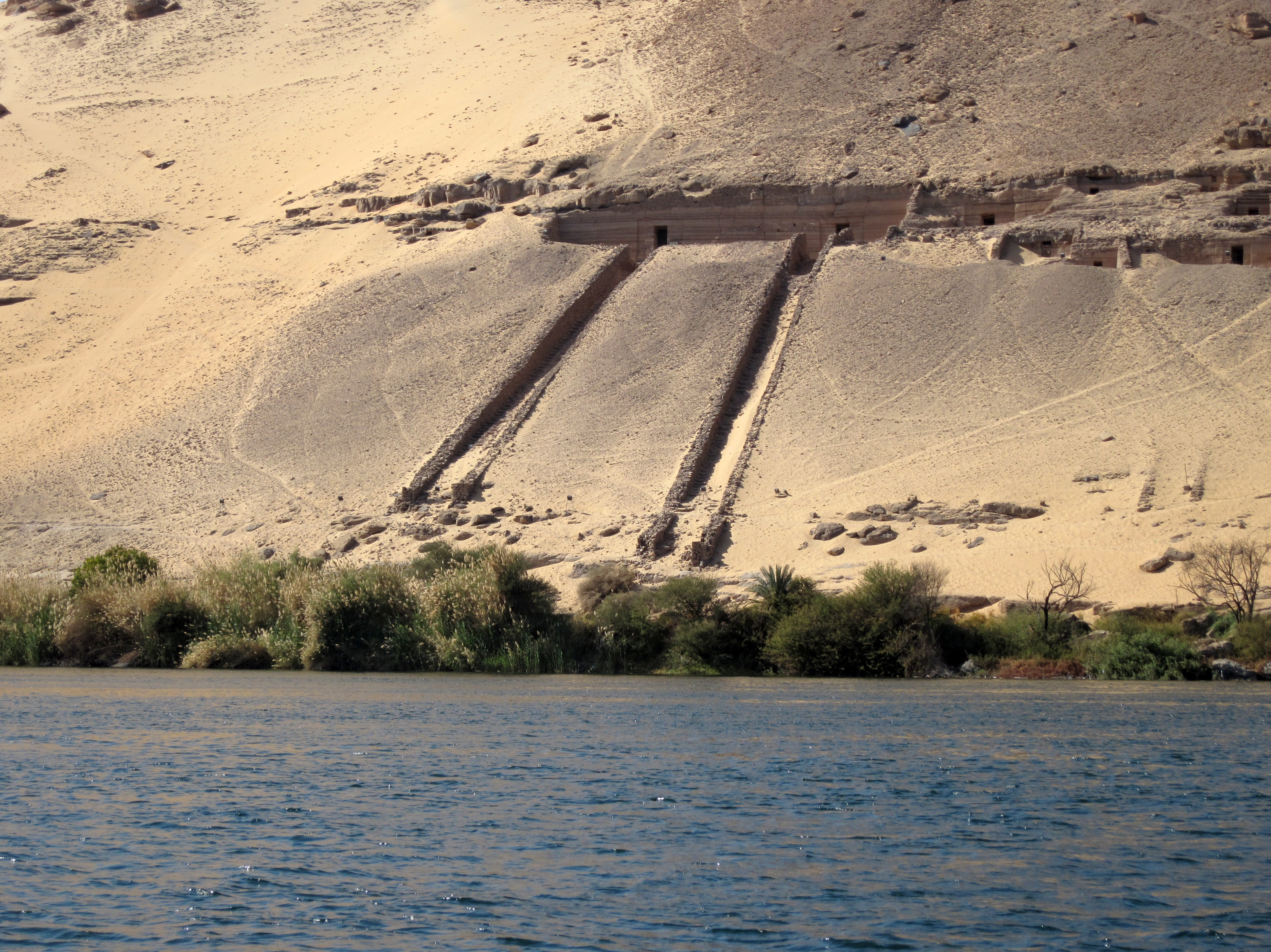
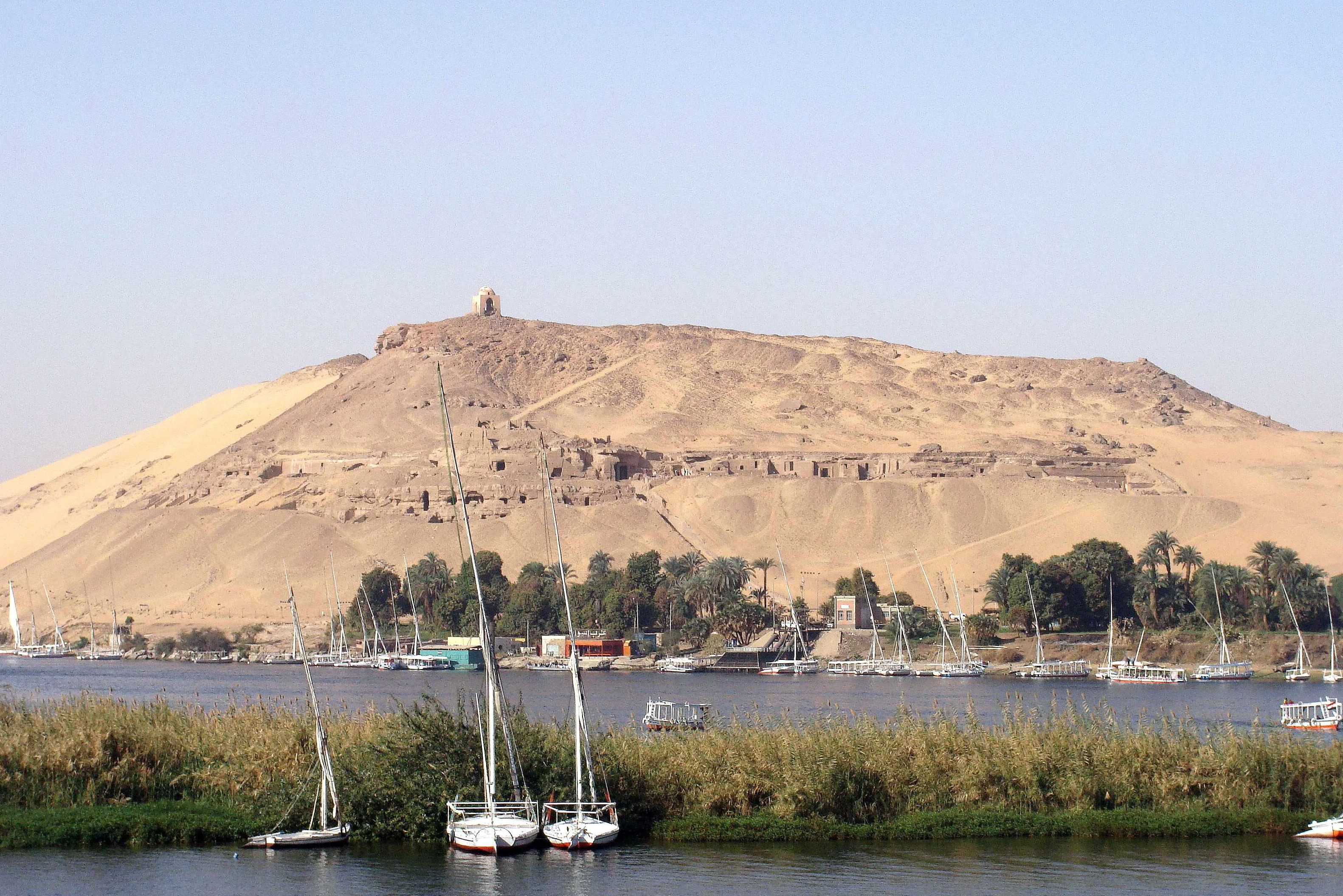
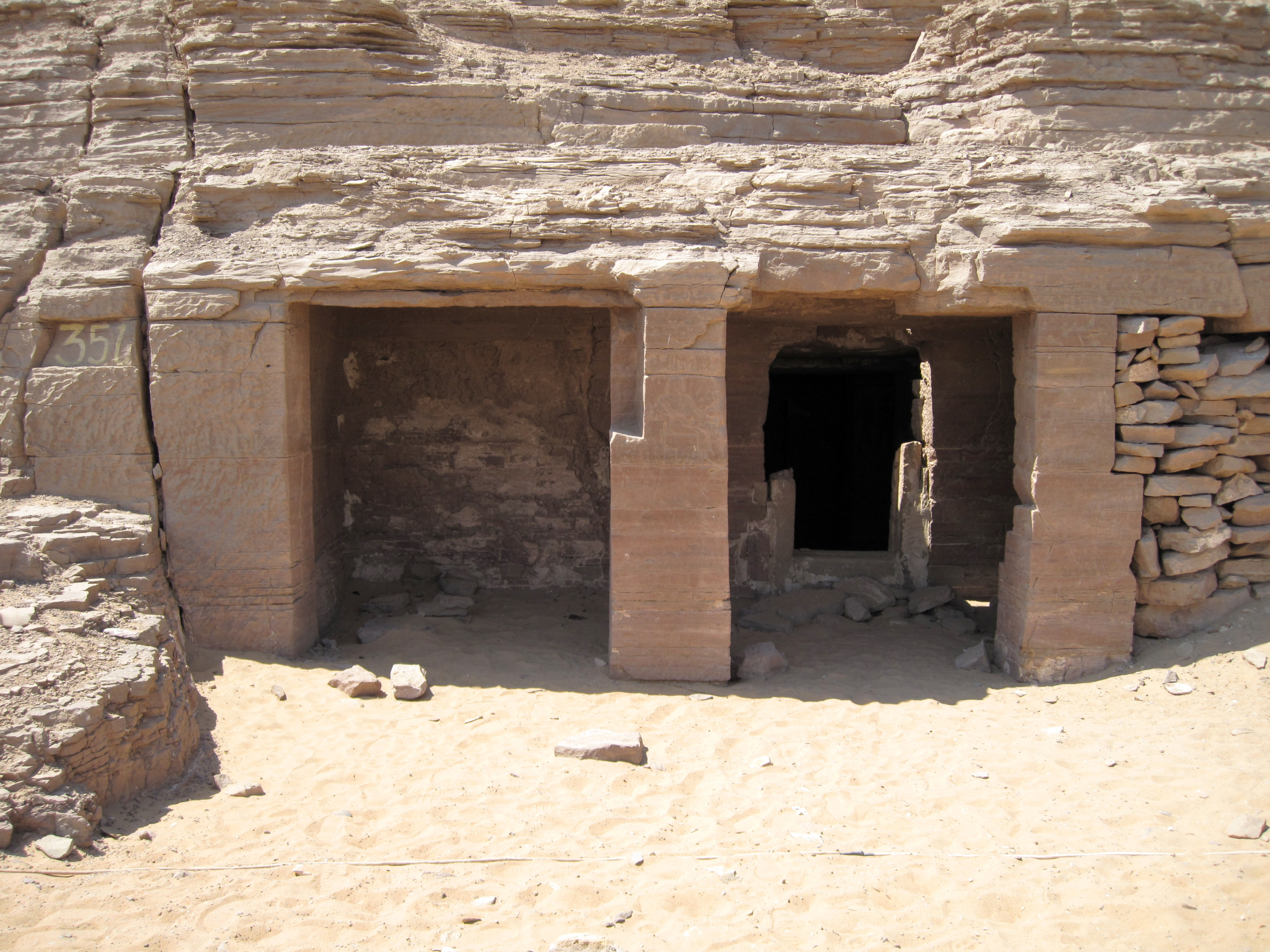
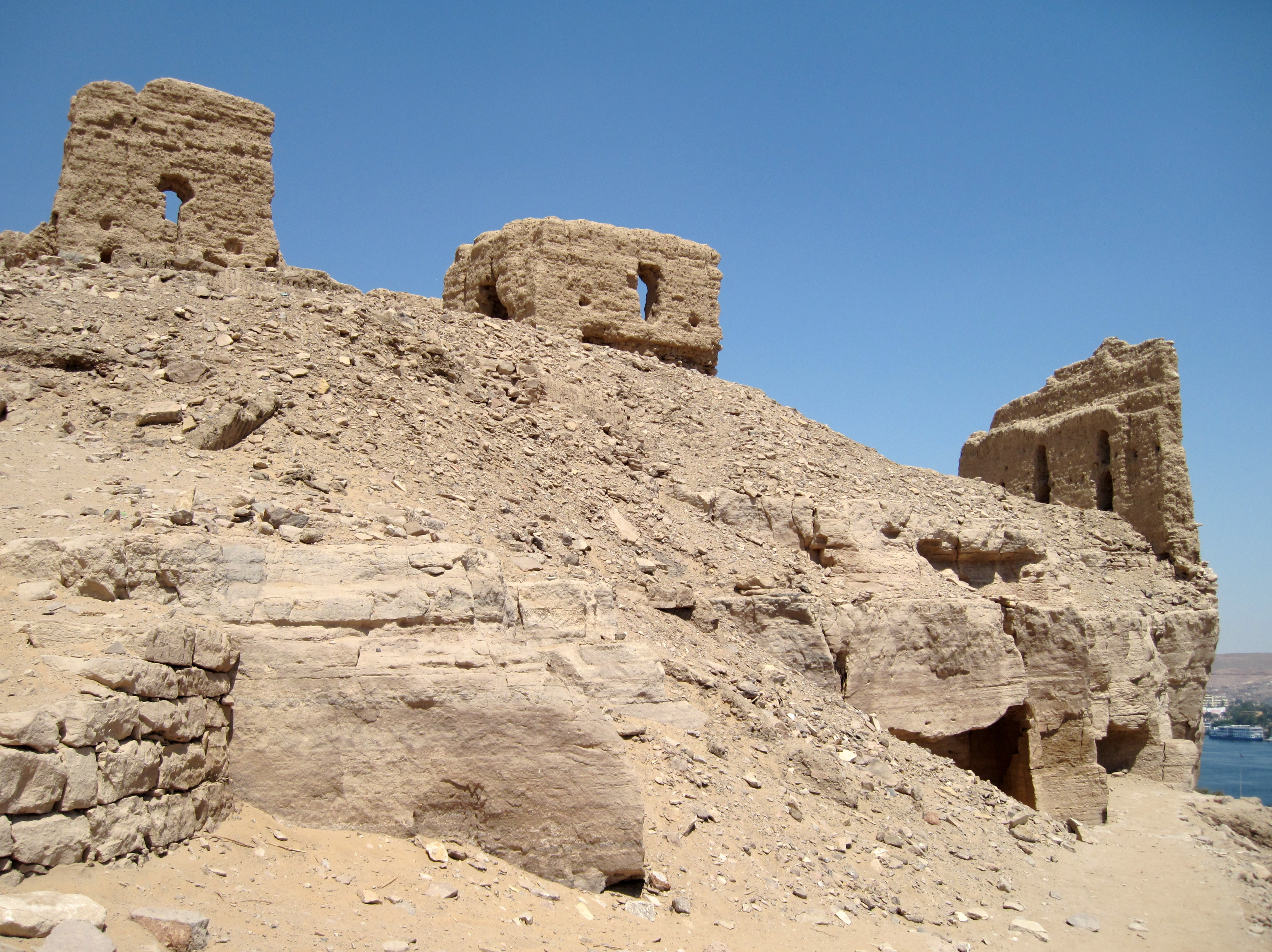
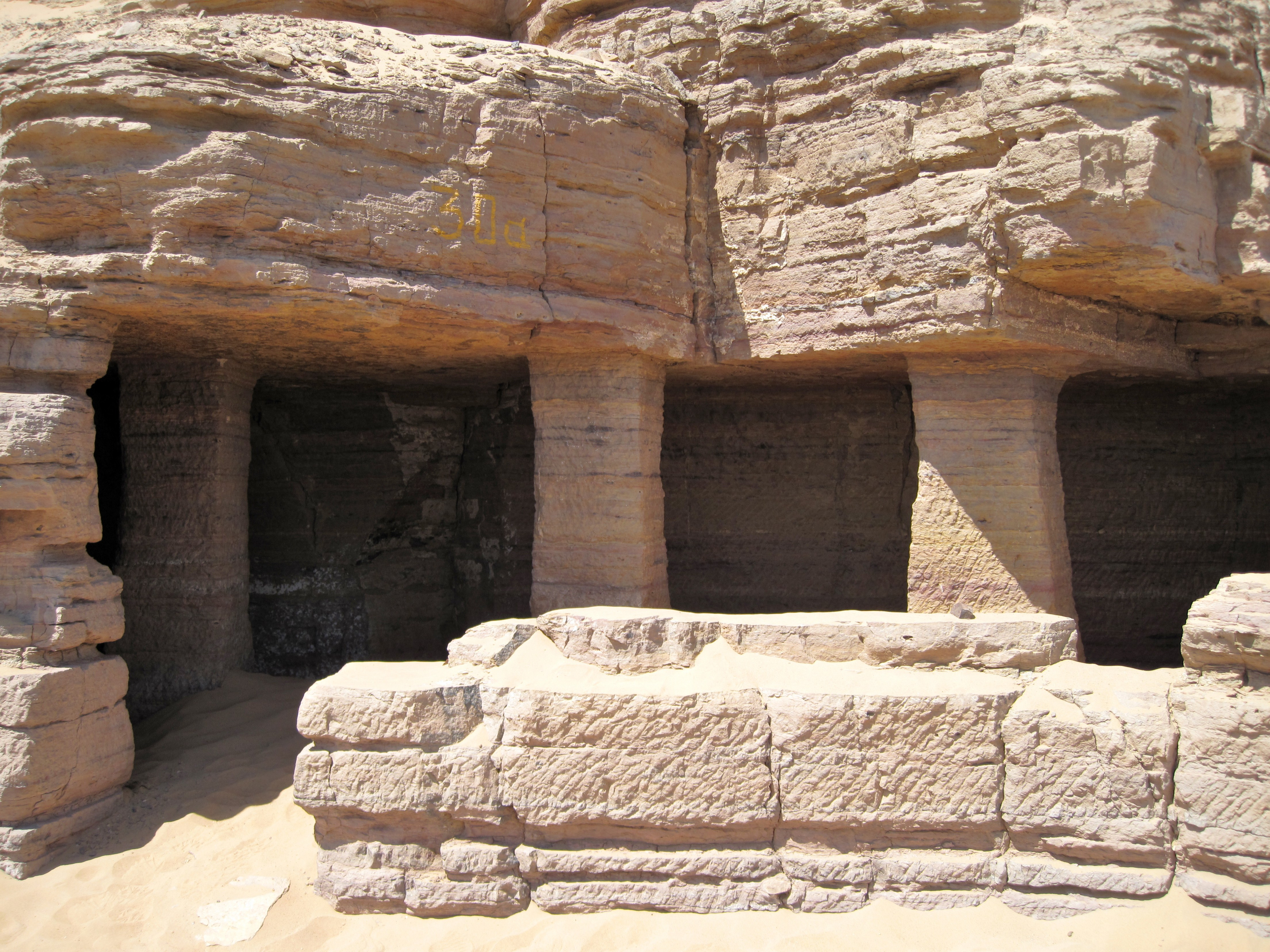
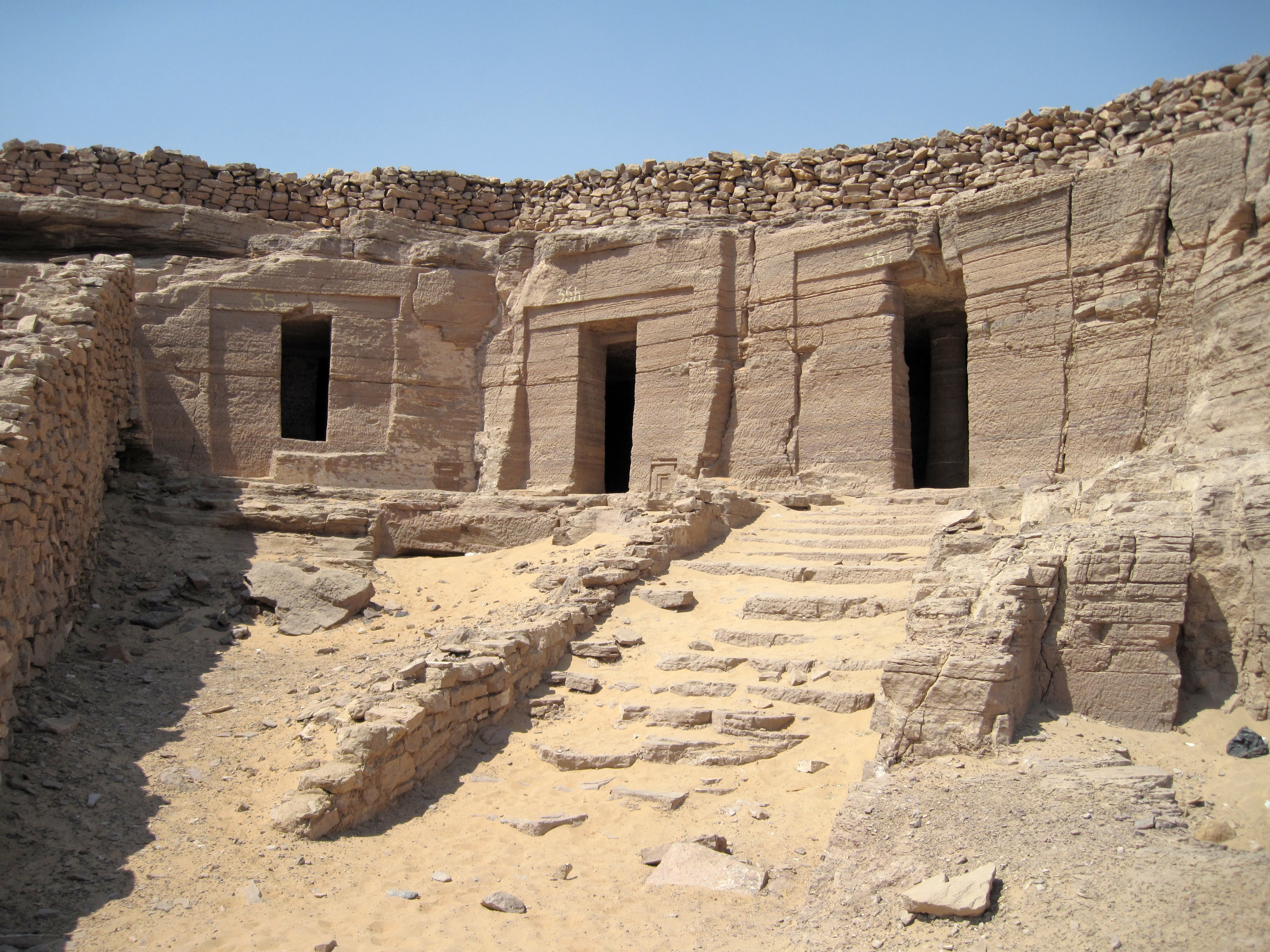
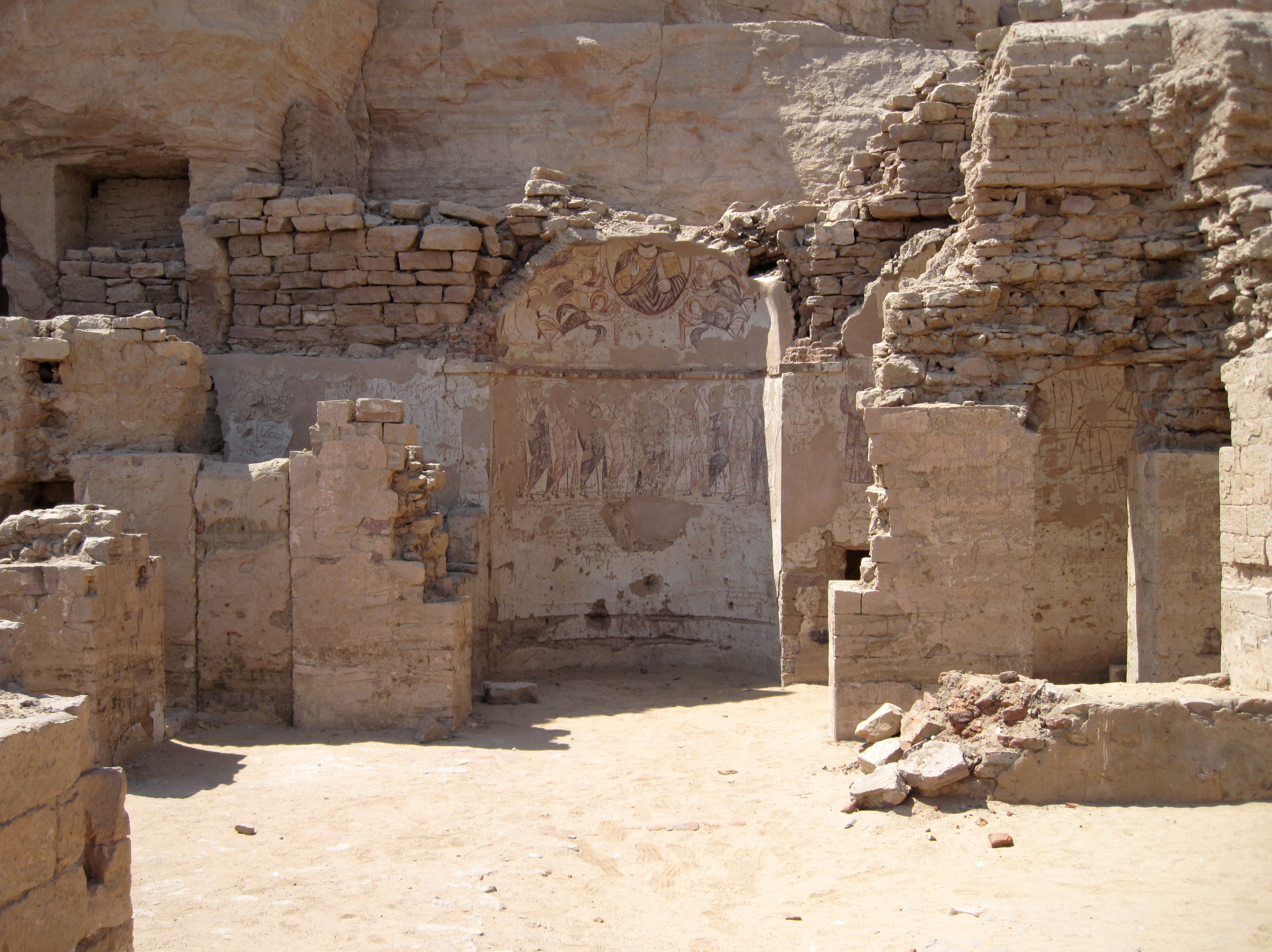
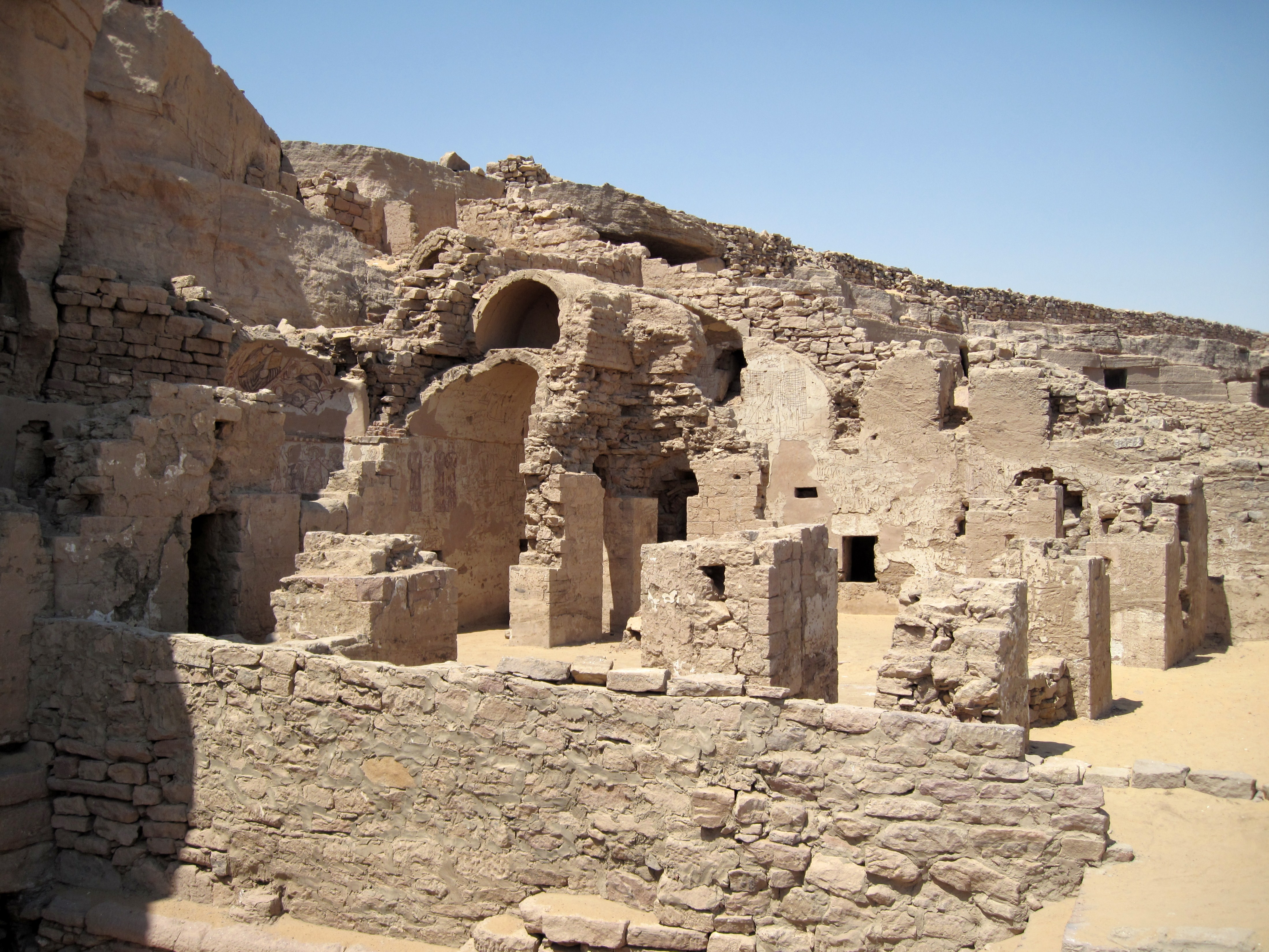
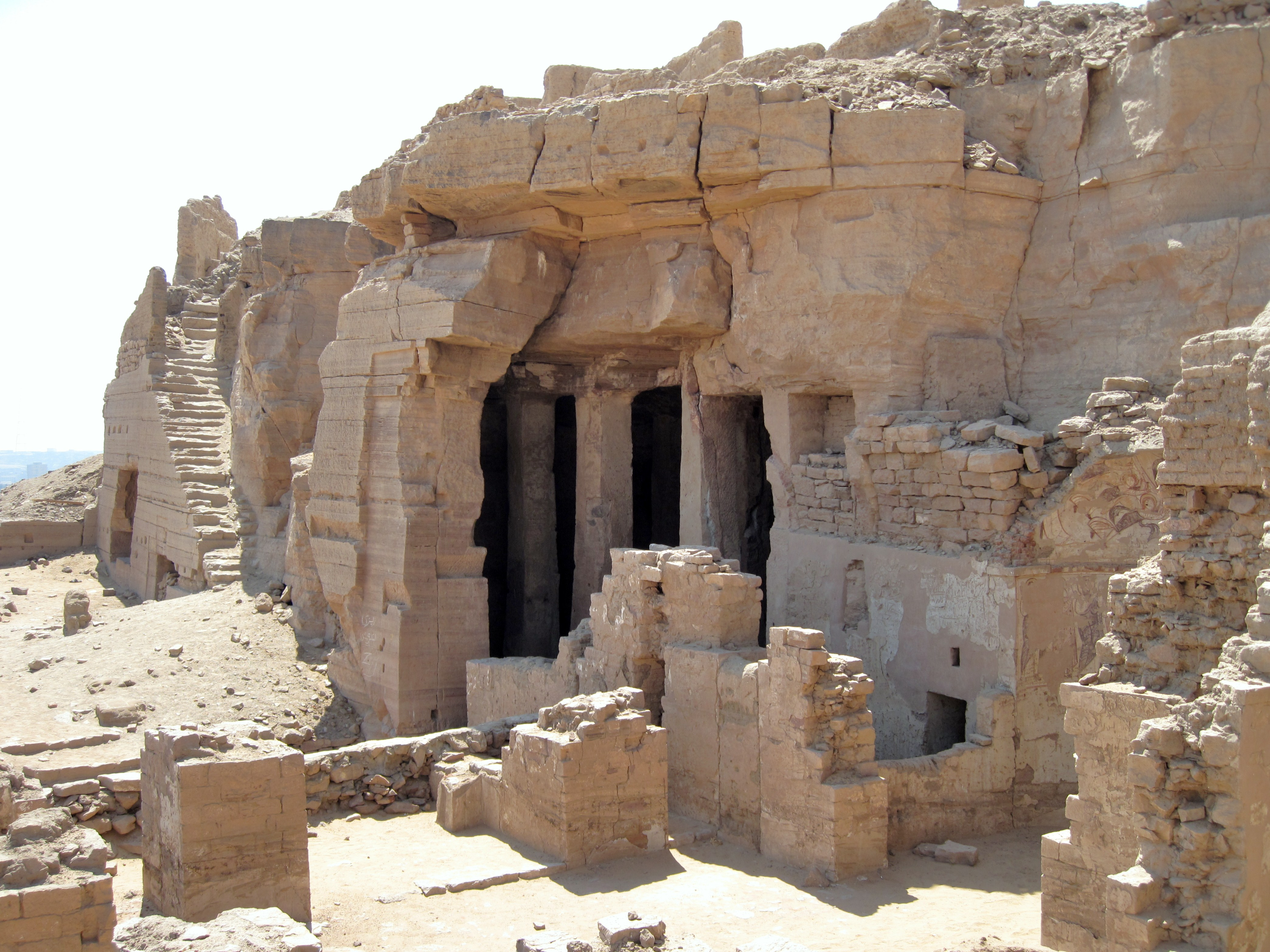
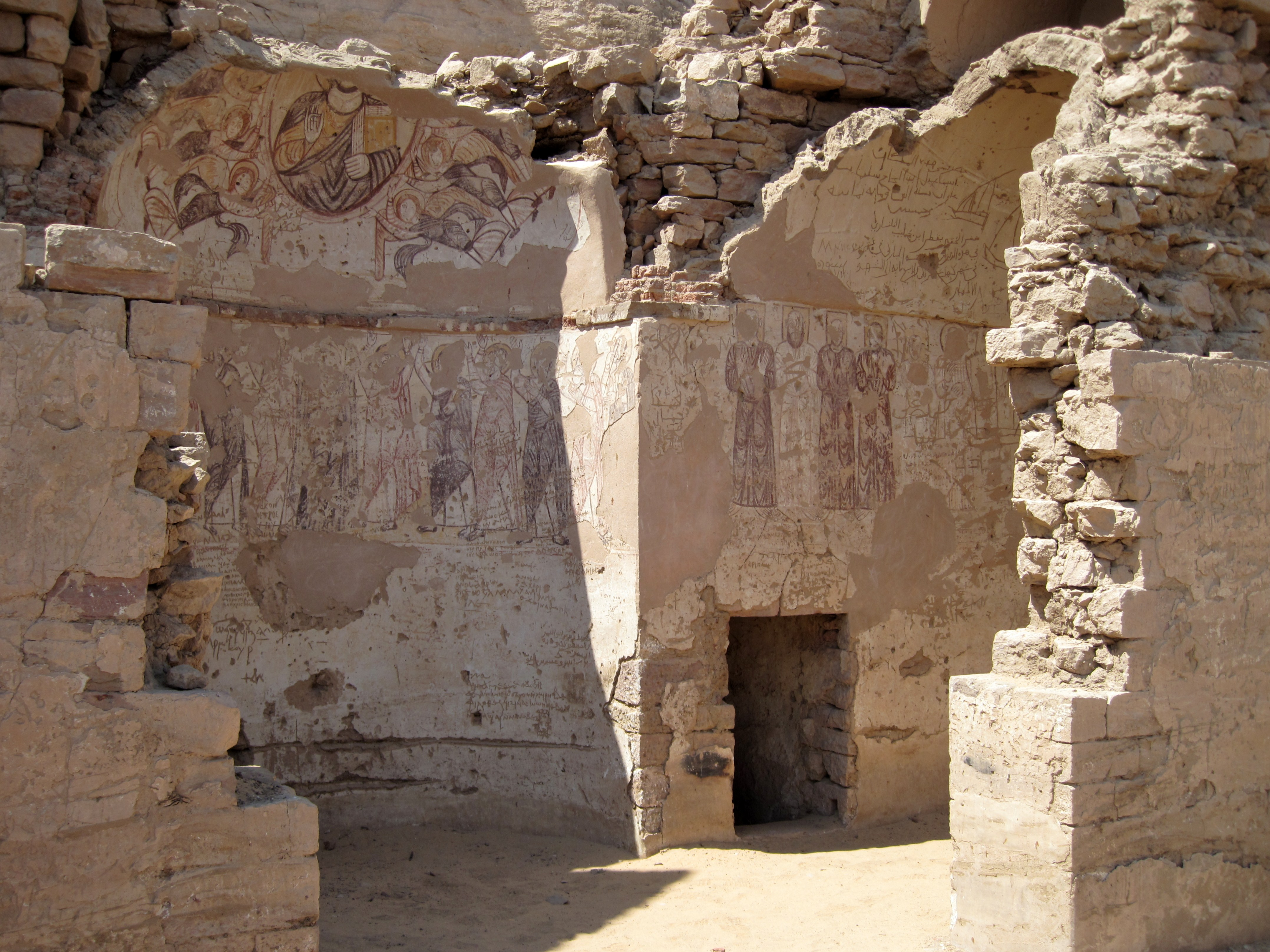
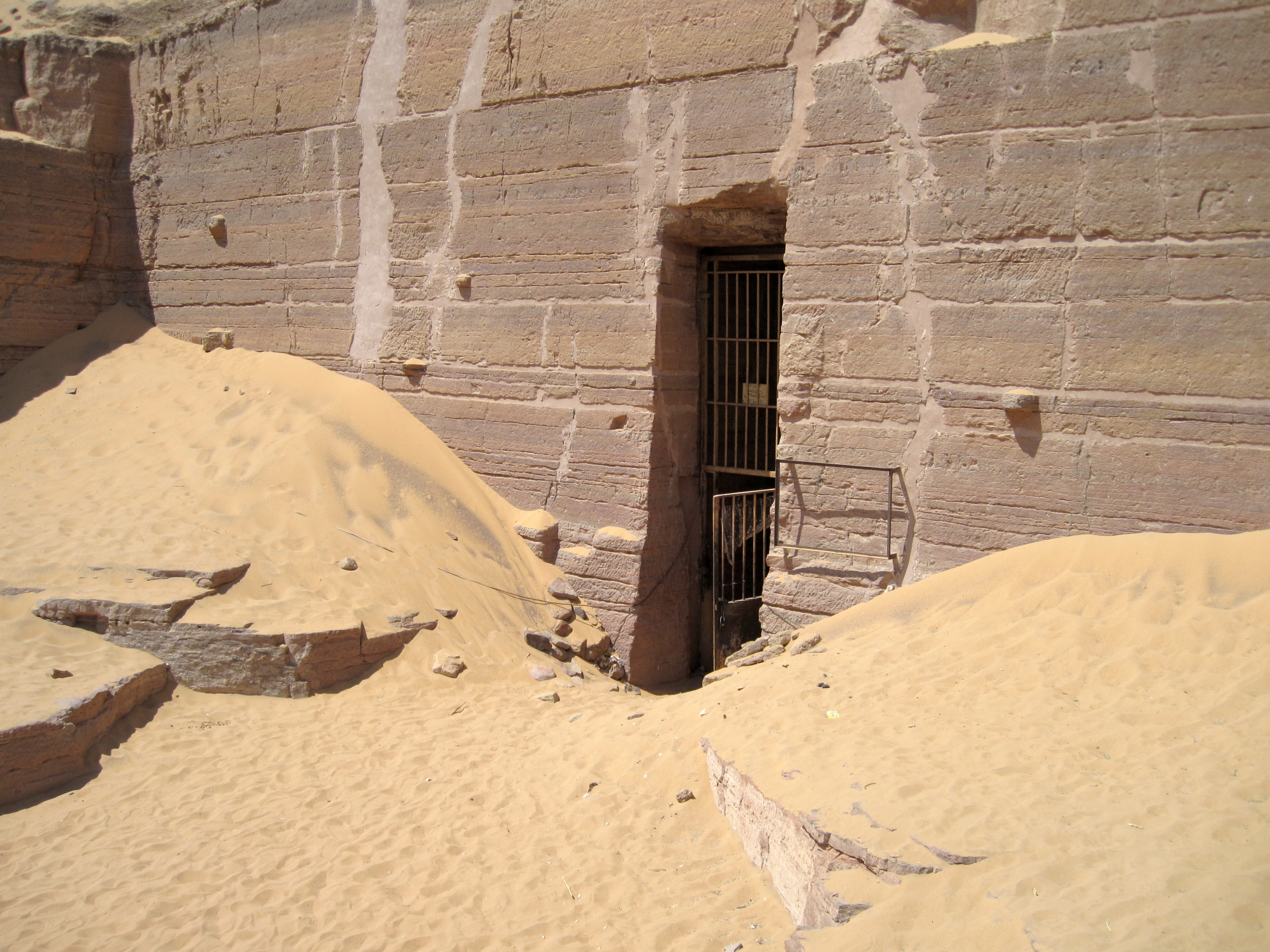
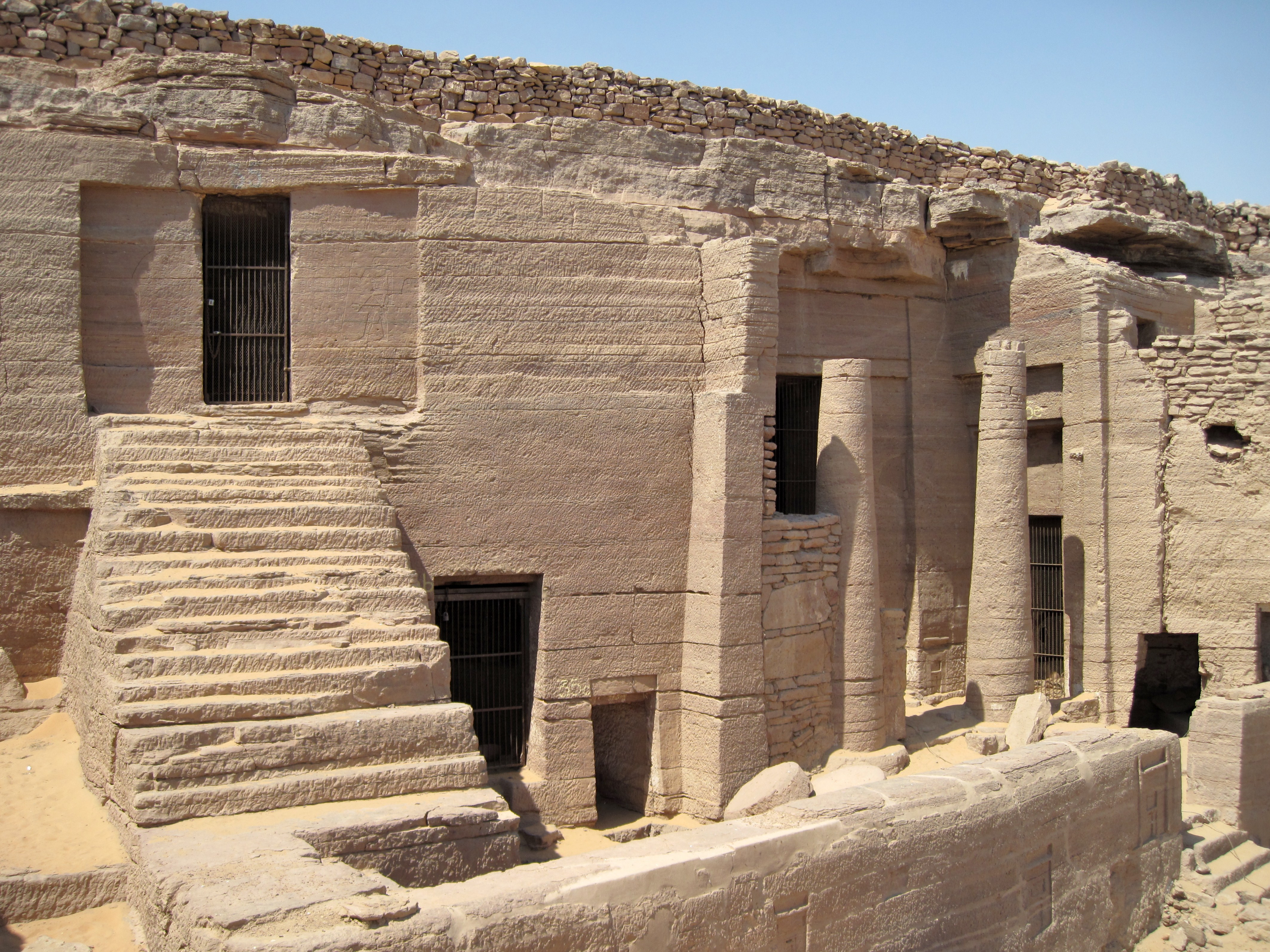
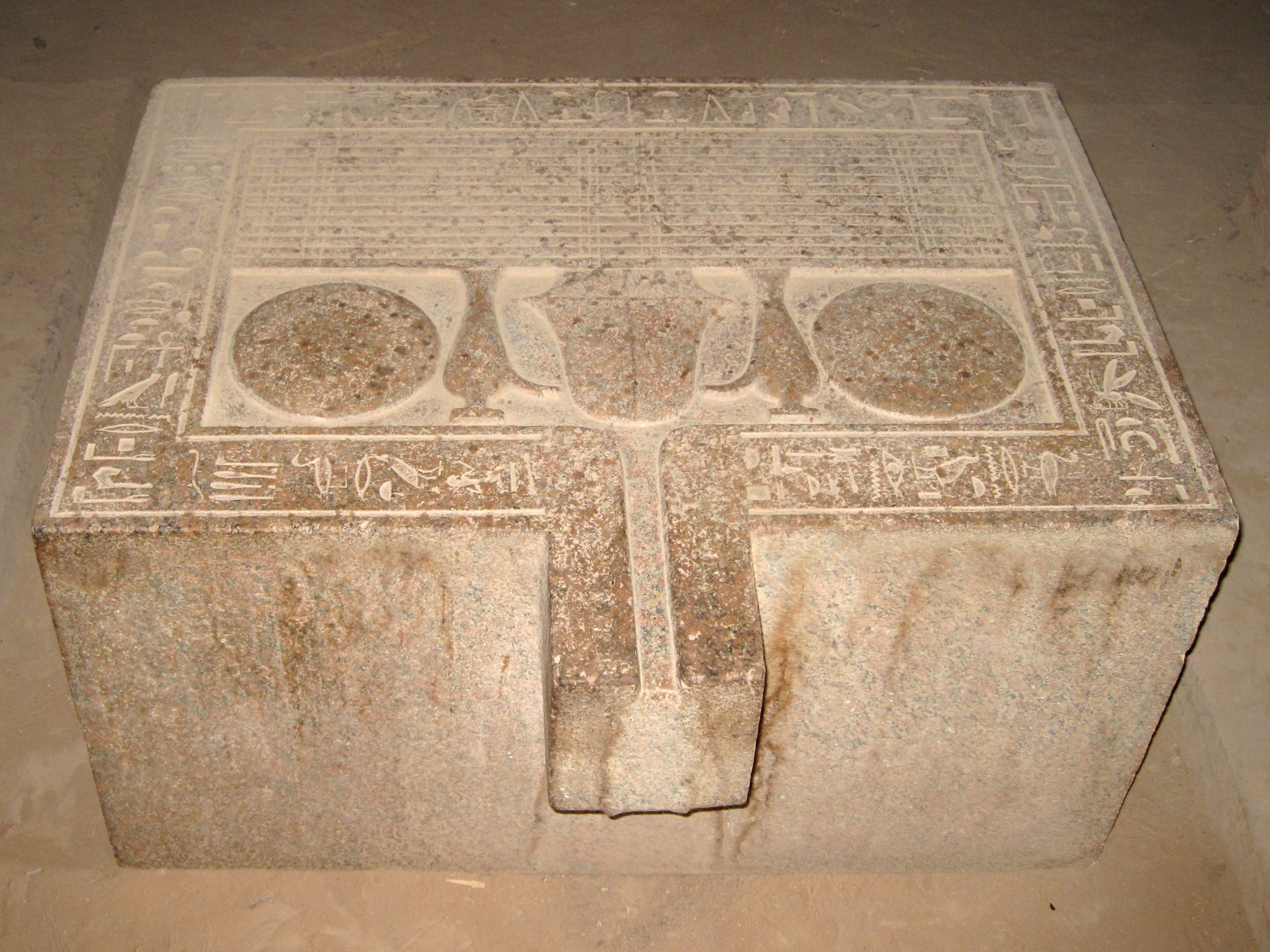
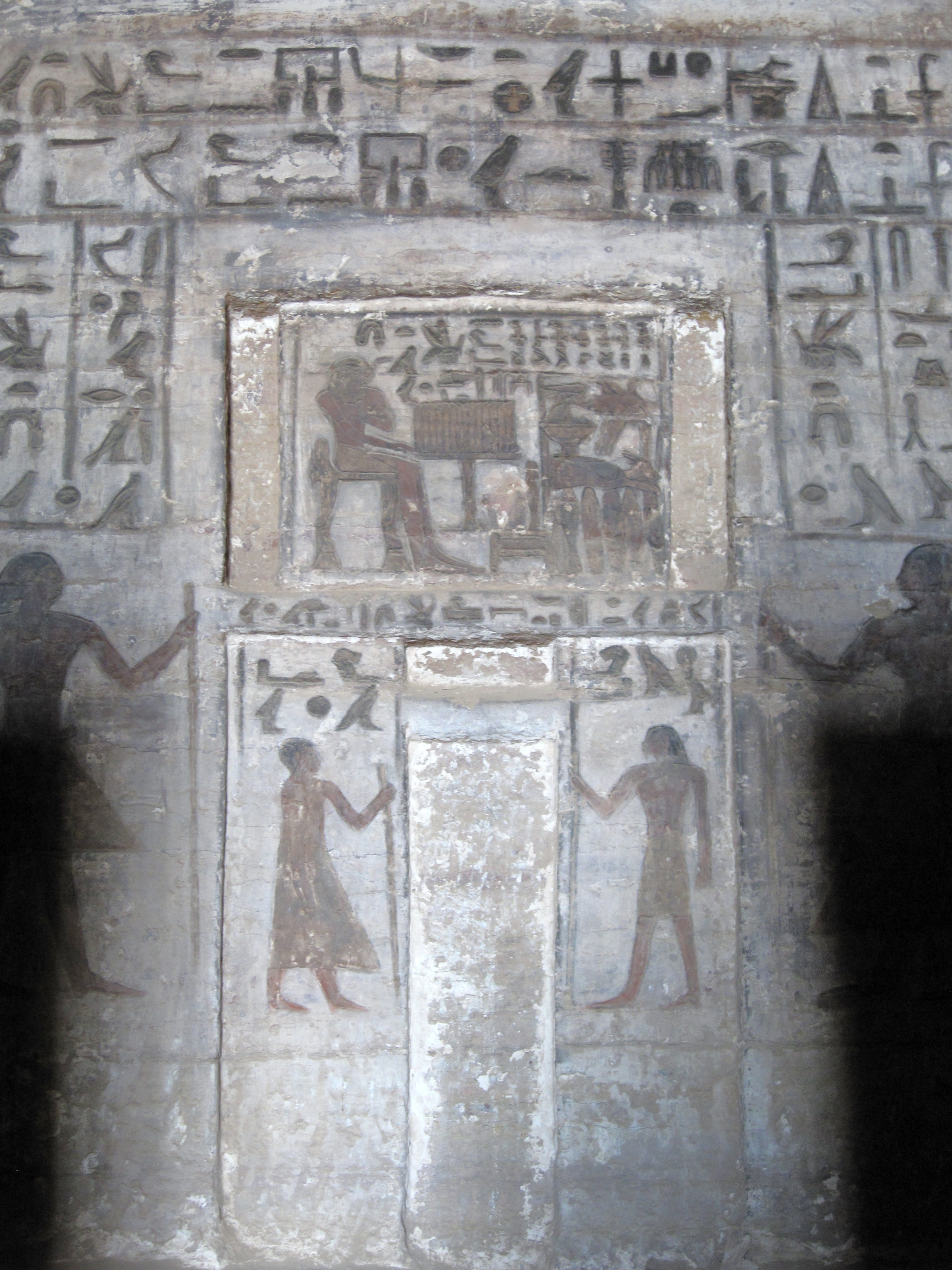
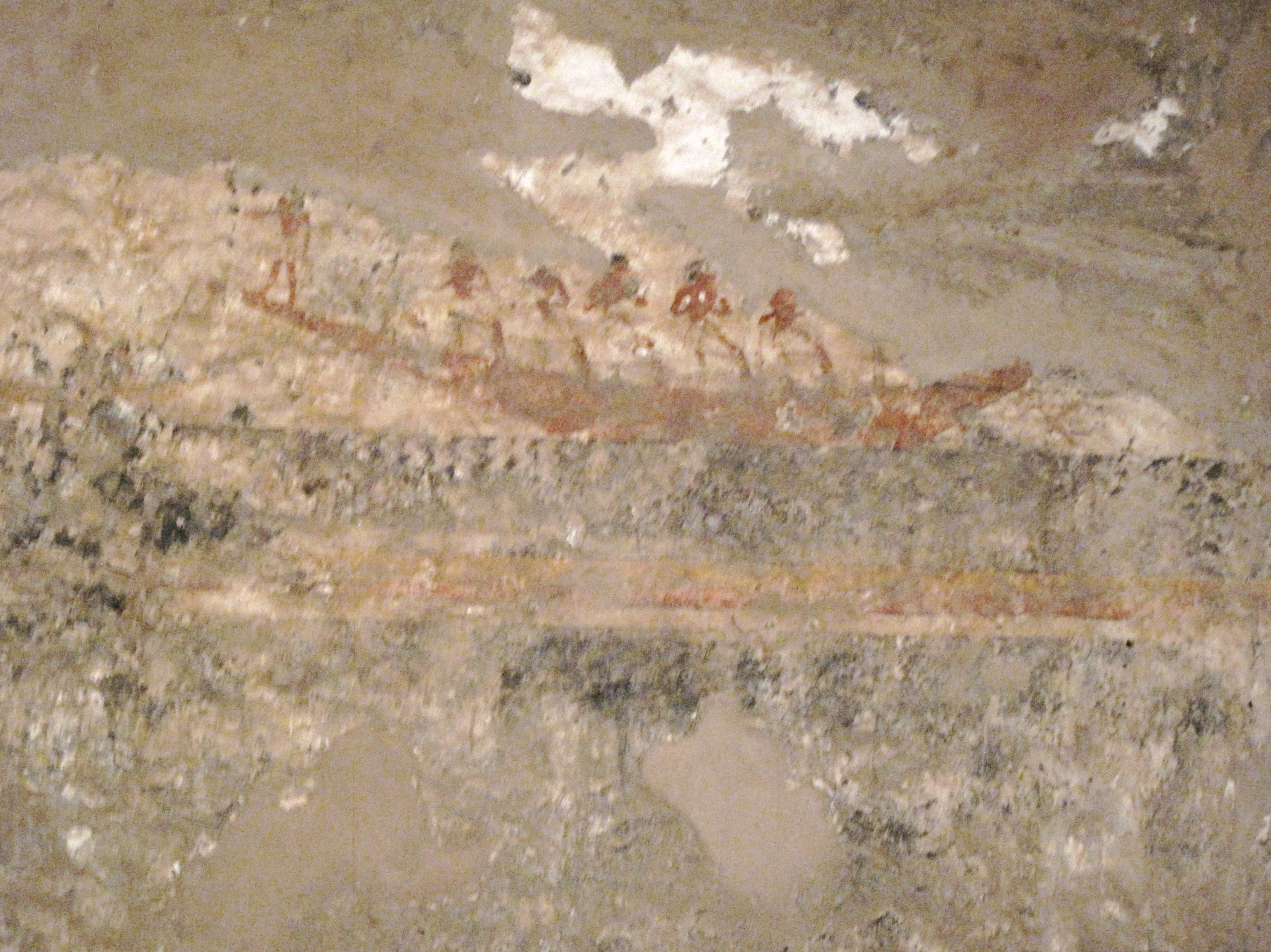
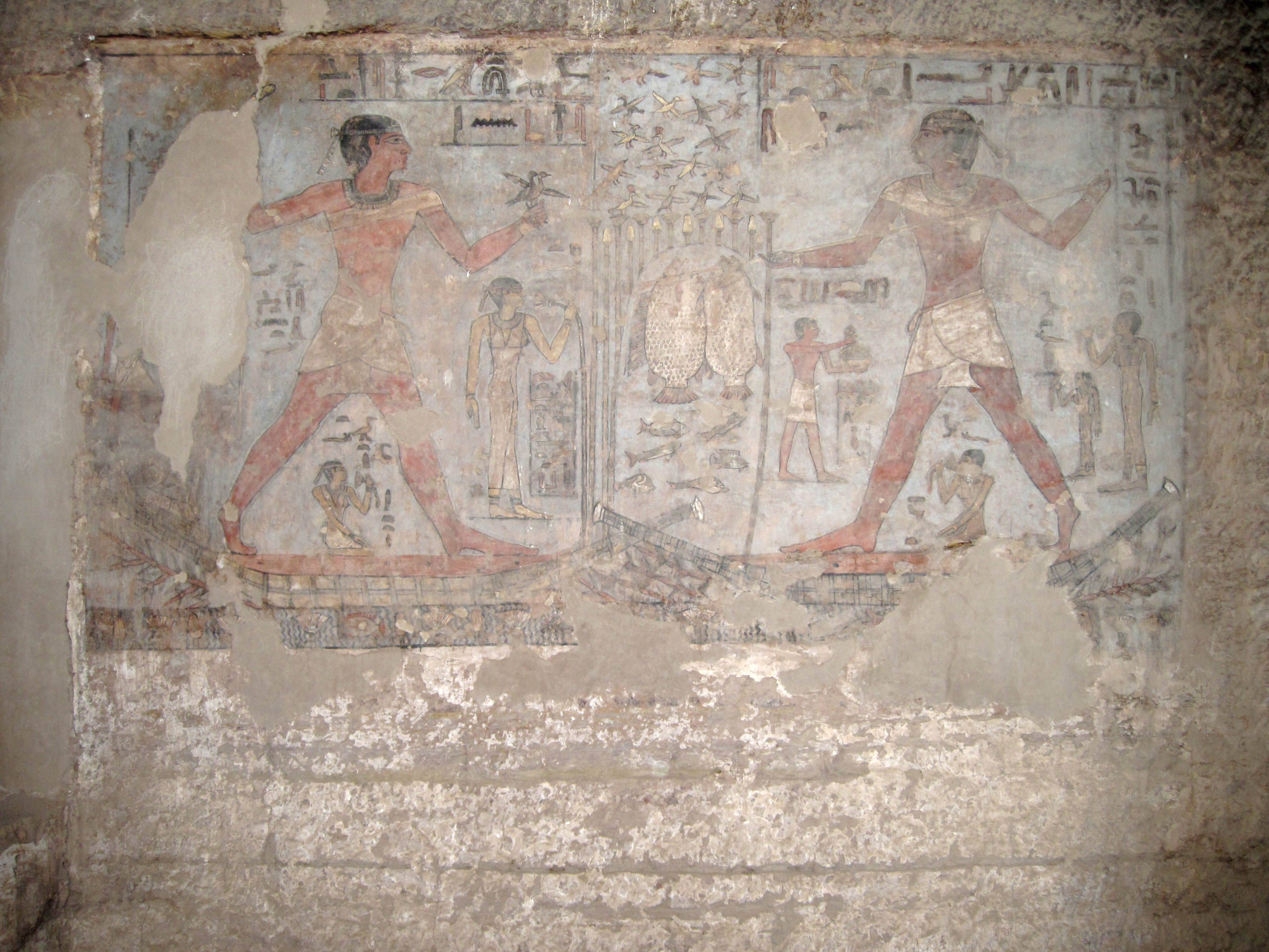
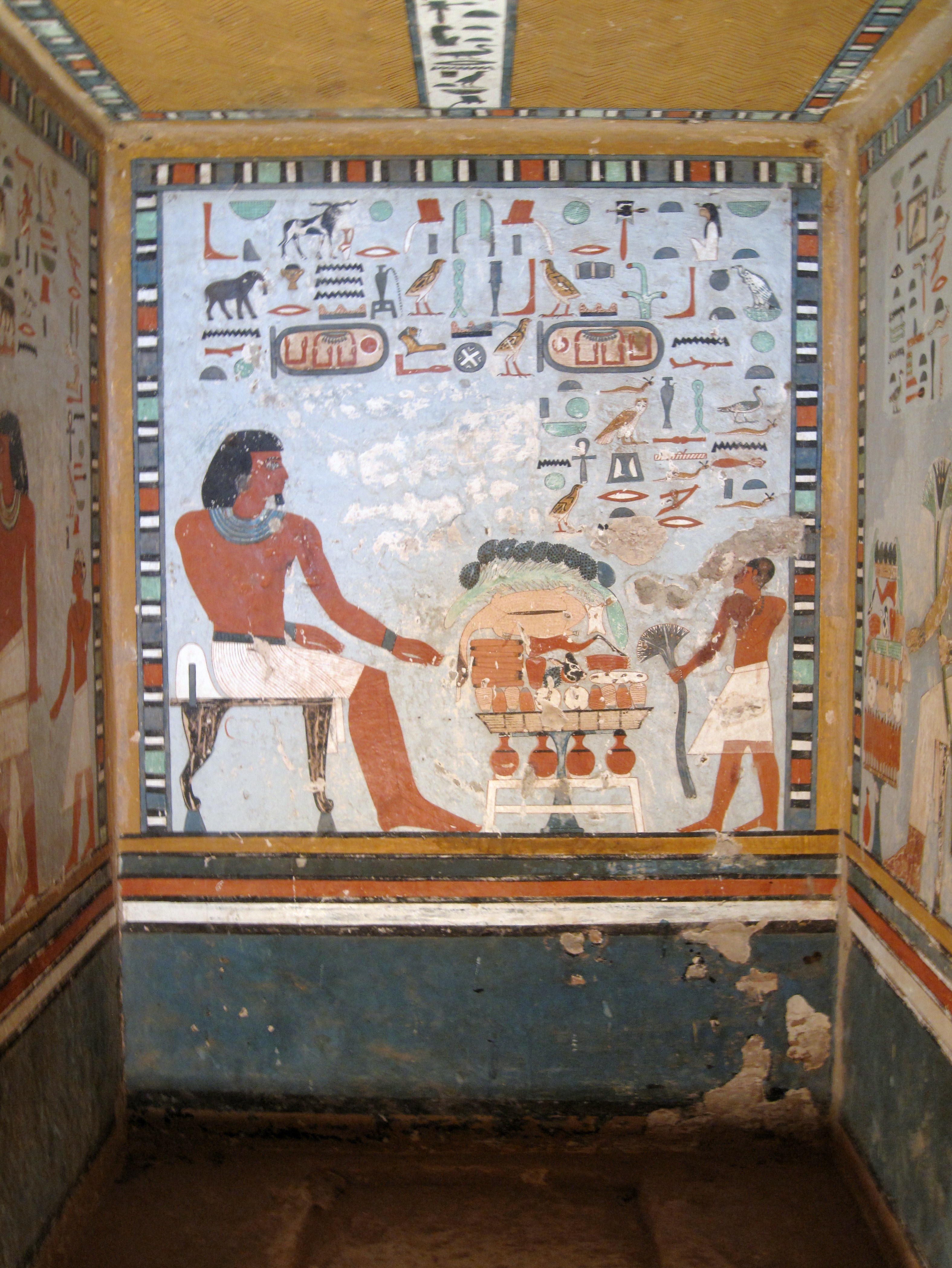
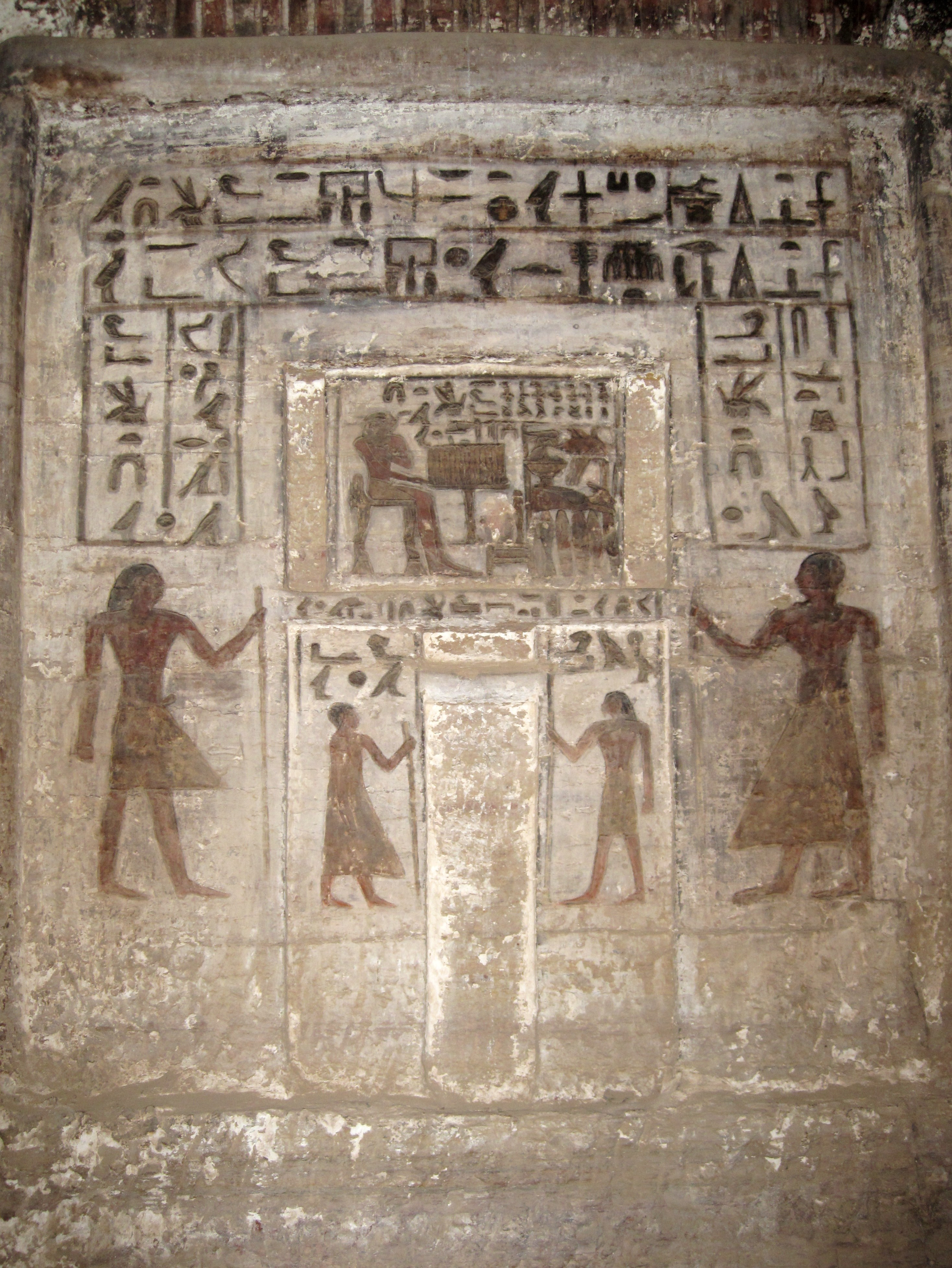
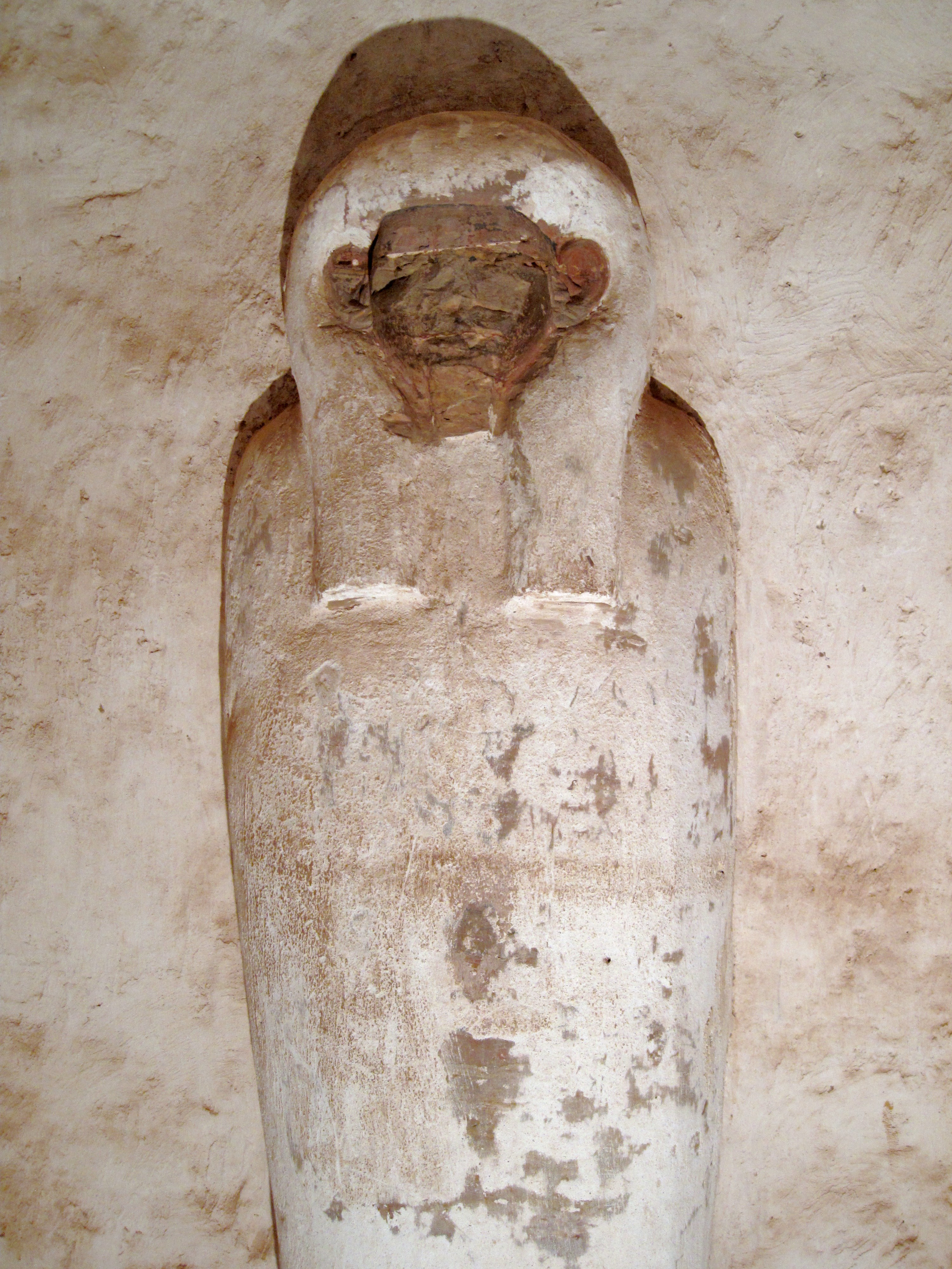
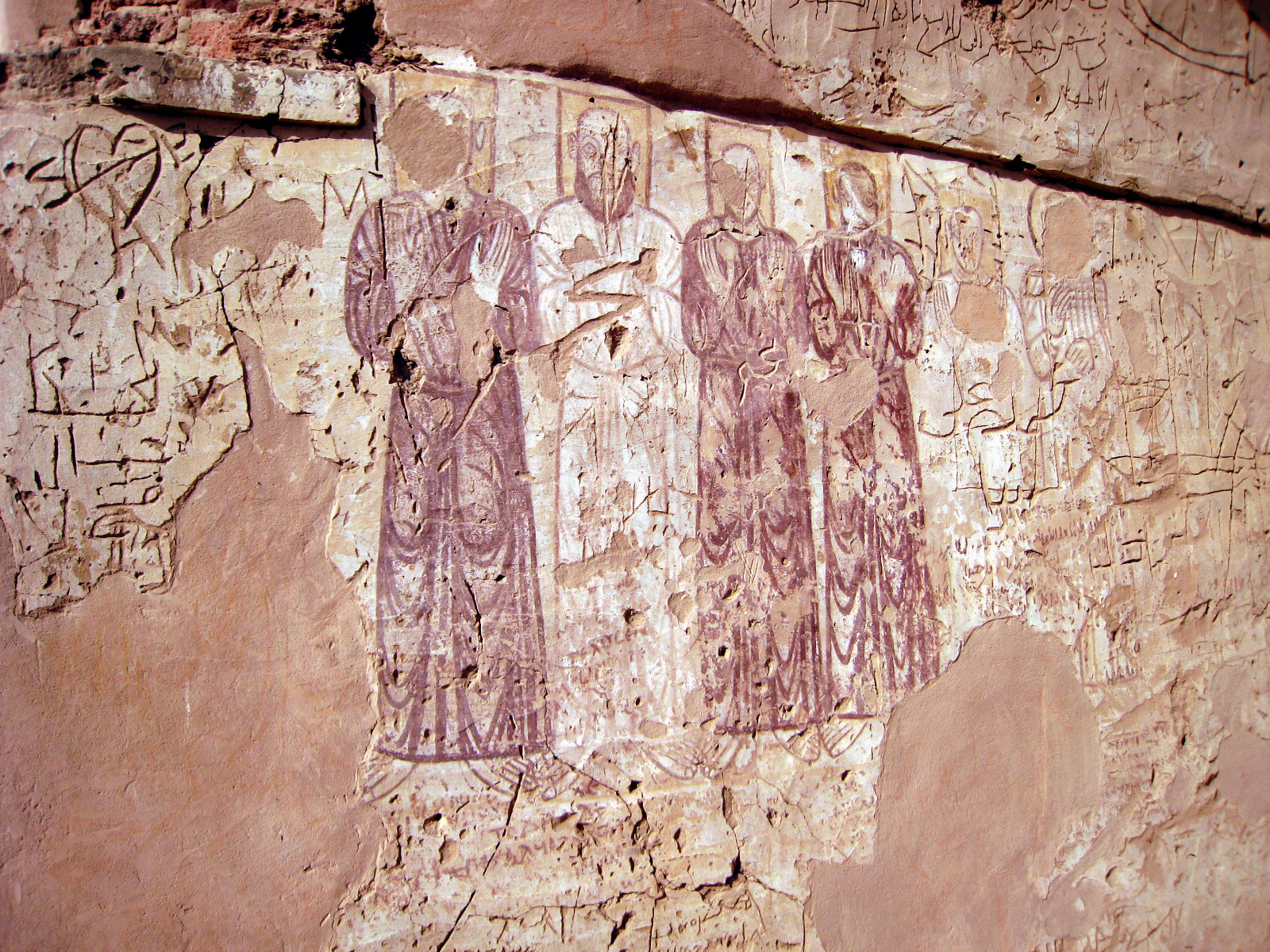
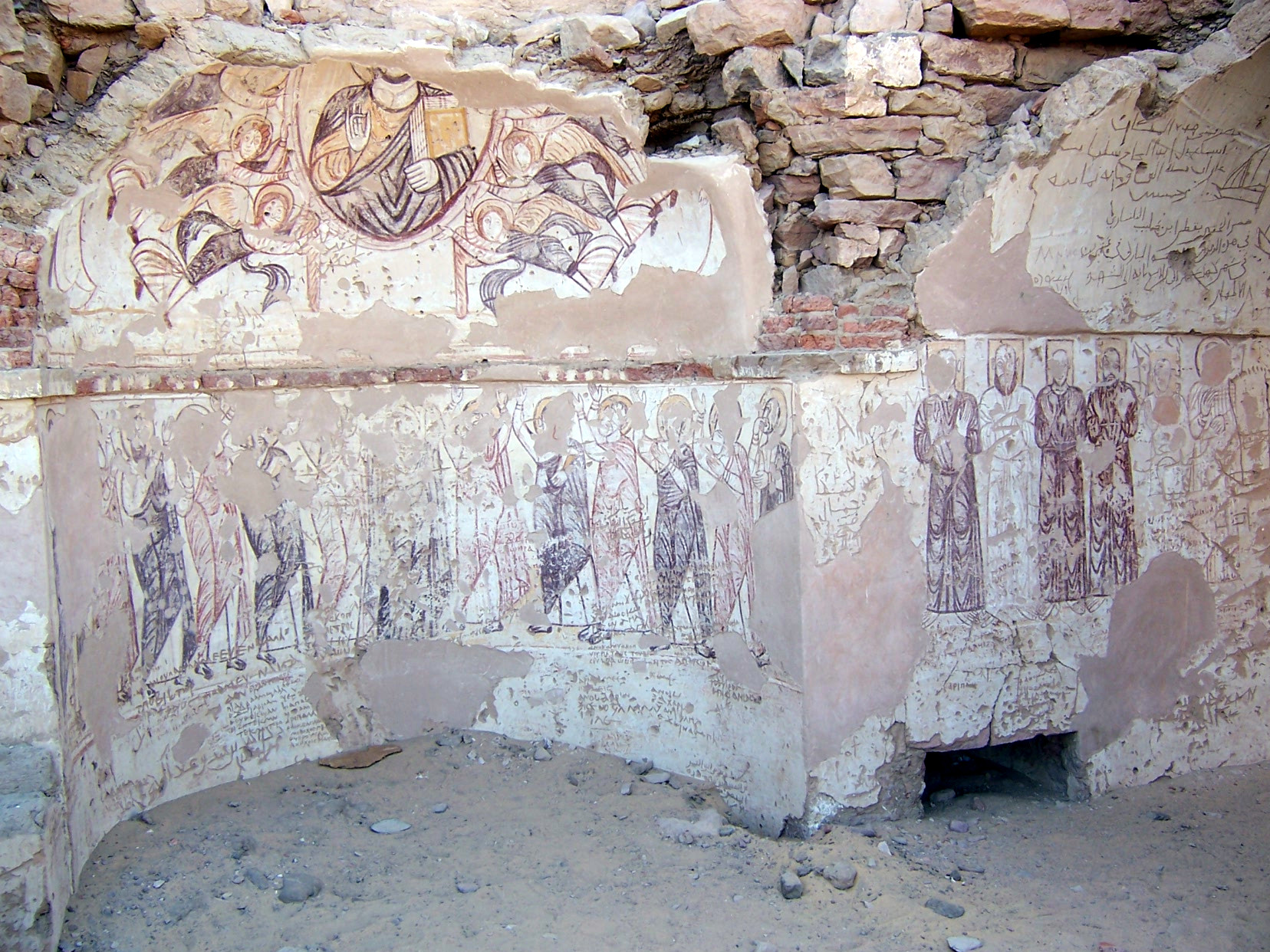
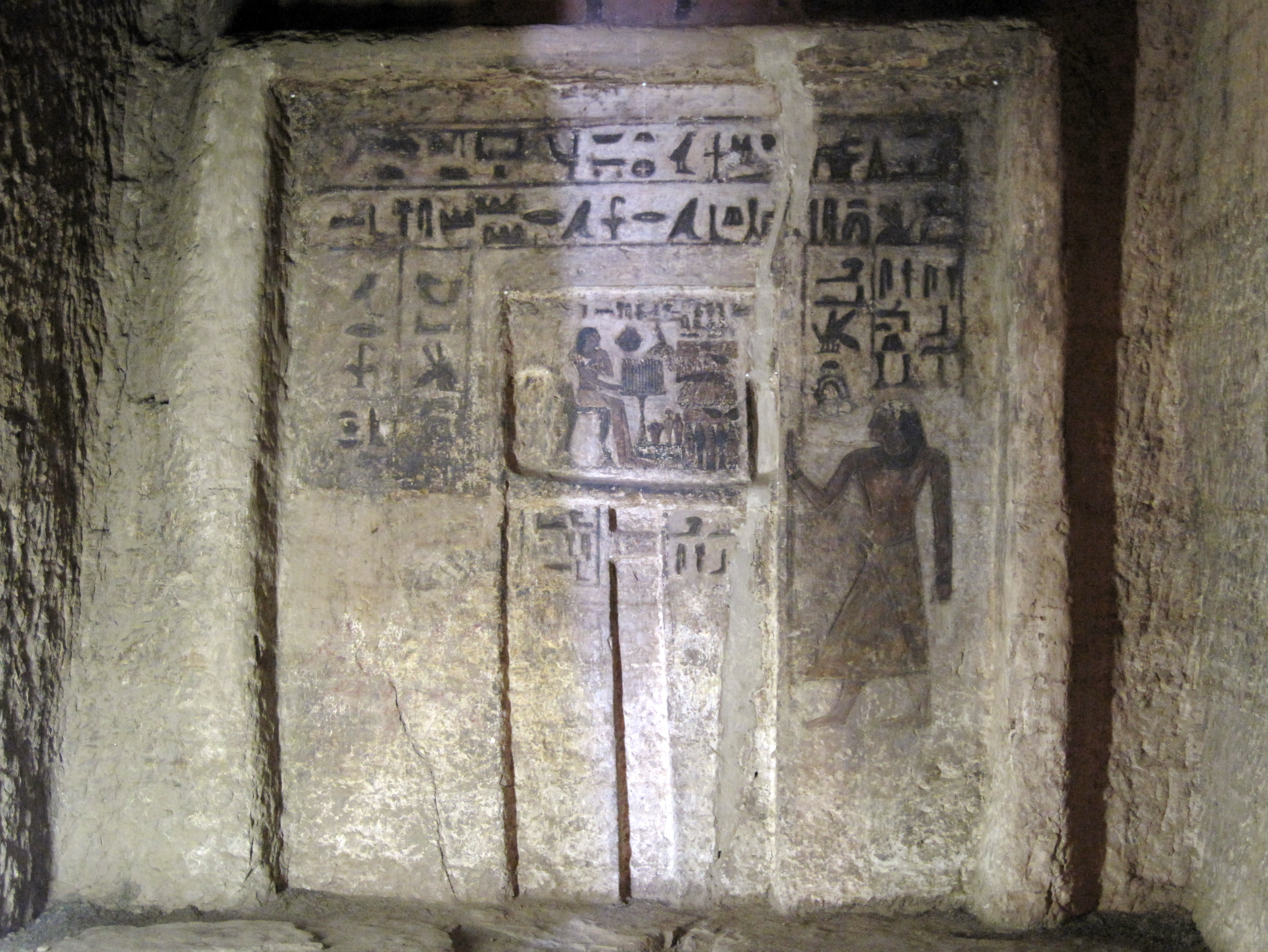